# Umění novověku
Umění novověku není, podobně jako samotný novověk, přesně časově vymezené. Zahajuje jej znovuzrození (renesance) klasického antického umění, tedy záměrný odklon od „barbarského“ středověkého umění a hledání inspirace v řeckém a římském umění. Antické motivy jsou dále osobitě rozvíjeny i v baroku a klasicismu. K složité proměně umění a skončení období dlouhých epoch uměleckých slohů dochází v 19. století, kdy je počínaje romantismem antický základ nahrazován novými impulzy a inspiracemi.

## Renesance
Kolébkou renesance byla Itálie, v které došlo k rozvoji cílevědomé snahy po obnovení  antické tradice.

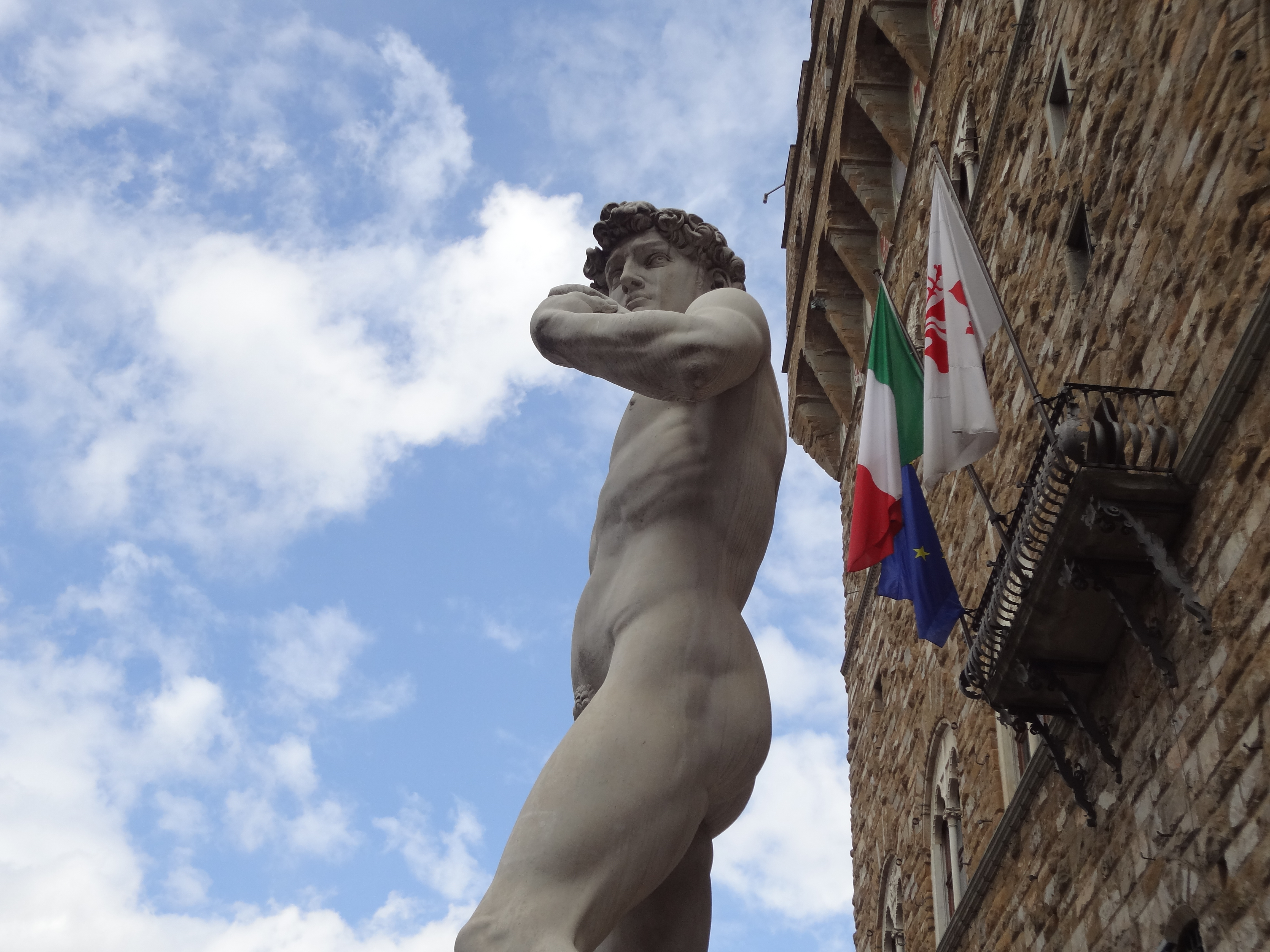
Michelangelův David

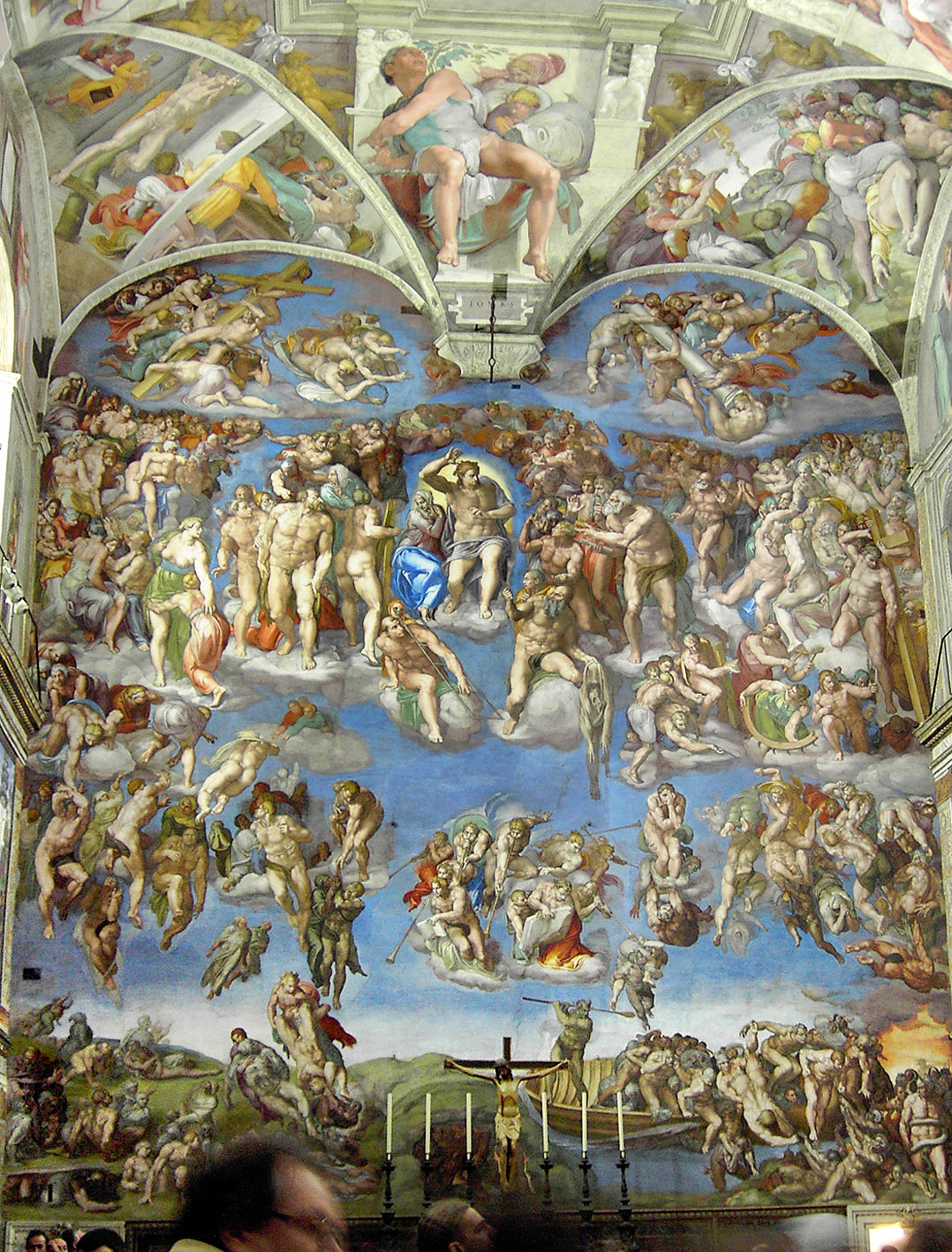
Freska Poslední soud

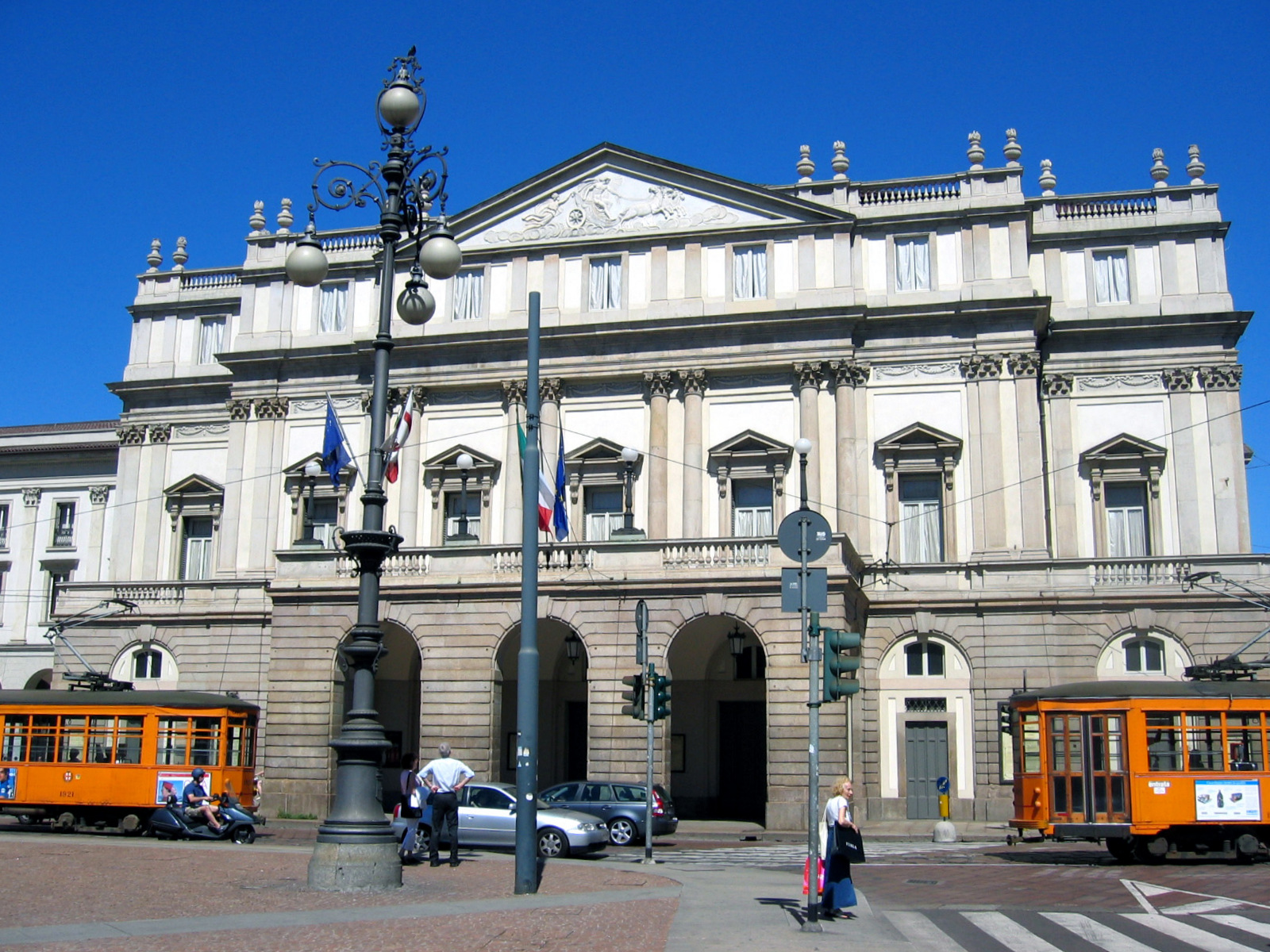
Divadlo La Scala
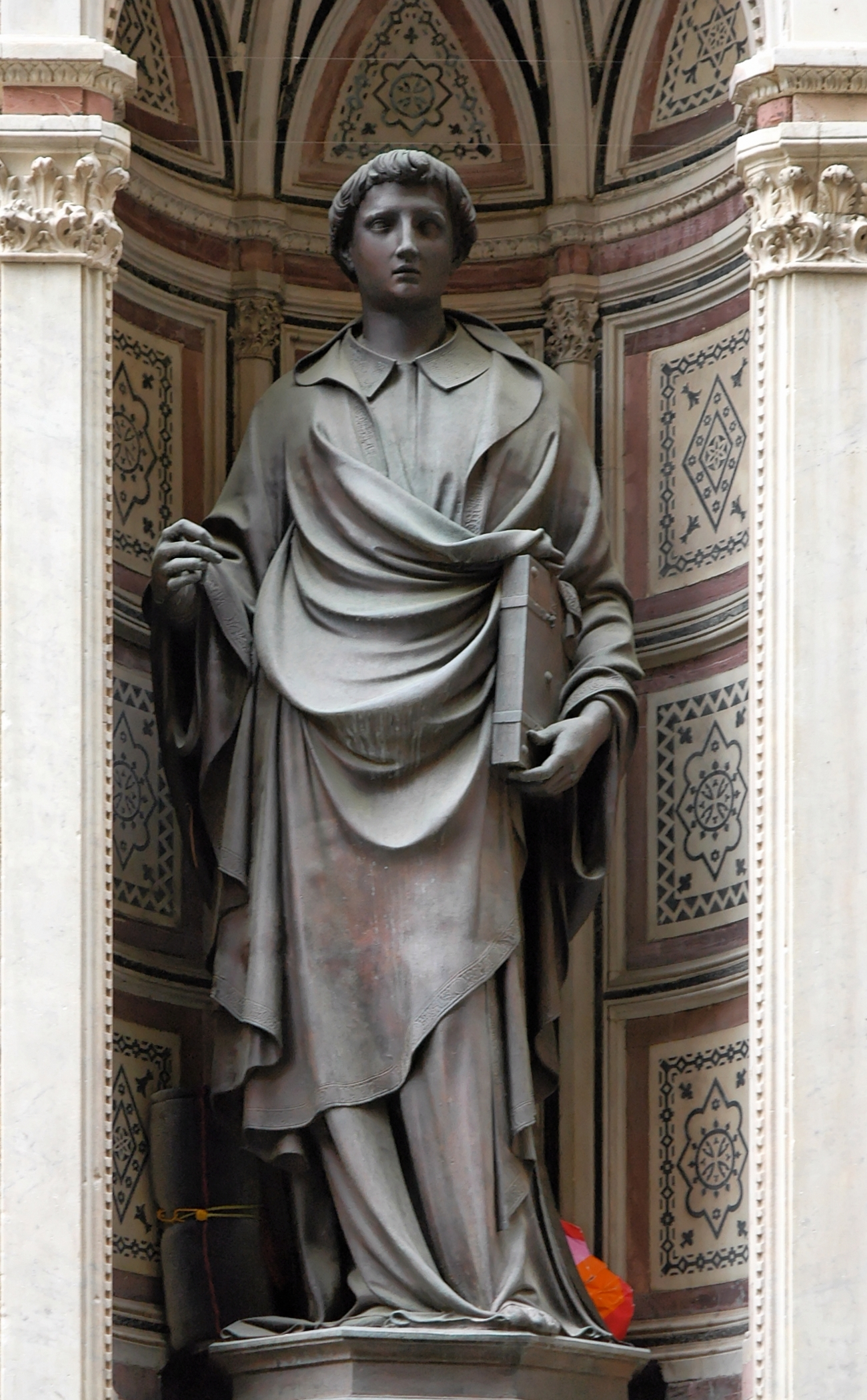
Svatý Štěpán
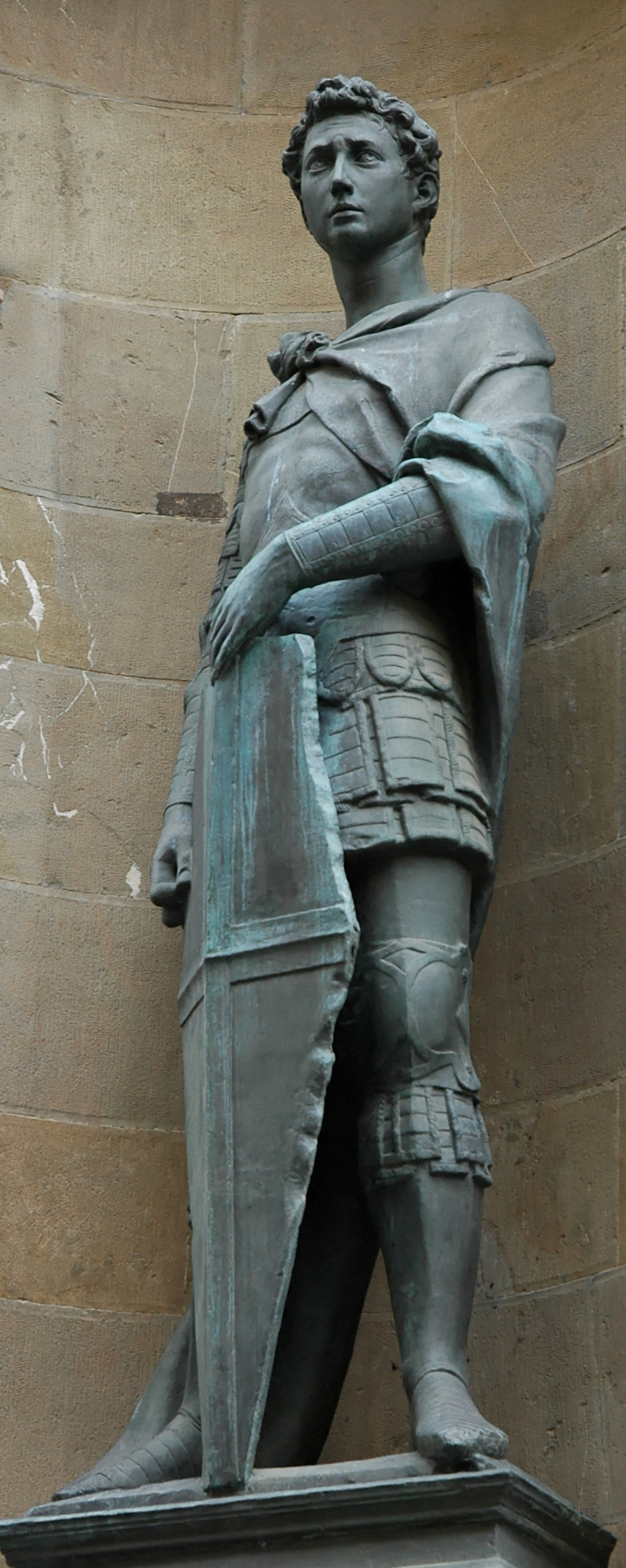
Sv. Jiří v Orsanmichele
Zrození Venuše

. 
Obliba renesance rostla s růstem hospodářské a politické moci italských měst (Florencie, Říma, Milána,  Benátek) a s obecným růstem vzdělanosti a důvěry ve smyslové poznání jako protikladu k slepé víře.
Sochaři italské renesance: Lorenzo Ghiberti, Sandro Botticelli, Donatello - Prorok Habakuk, Andrea Verrocchio - Ježíš a nevěřící Tomáš, malíř a architekt Michelangelo Buonarroti – socha Davida. U nás se na tvorbě nejvýznamnějších sochařských děl podíleli zahraniční umělci (Alexander Colin - náhrobek habsburských císařů ve Svatovítském chrámu, Adrian de Vries - Sousoší ve Valdštejnské zahradě, zpívající fontána a řada dalších).
Sochařství se vlivem zachovaných antických soch stalo uměním, v kterém byly zobrazovány výjevy z antických bájí v návaznosti na portrétní sochařství císařského Říma. Bylo rozvíjeno nové umění portrétního sochařství (volně stojící sochy a bysty), byla zpodobňována nahá lidská těla. Umělci dokázali vyjádřit dramatičnost scény expresivním zobrazením emocí v obličeji, gesty či zřasenou drapérií. Velkou výzvou se pro renesanční sochaře staly jezdecké sochy a busty význačných osobností i drobné plastiky, medaile apod.

### Manýrismus
Manýrismem nazýváme přechodné období mezi renesancí a barokem.
Historicky ho lze zařadit do období reformace a postupného hroucení vžité představy jednoty katolické církve a křesťanské Svaté říše římské a lze ho charakterizovat jako odklon od harmonického řádu a prosazování forem náznaků, alegorií a jedinečnosti. Jeho rozvoj ovlivnil i objev helenistického sousoší Láokoón. Sloh byl zprvu považován za úpadkový.
Postupně se ale prosadil na panovnických dvorech celé Evropy. Kromě Říma či Florencie byla jedním z center  manýristického umění i Praha. Zde je spojován s uměnímilovným císařem Rudolfem II., na jehož dvoře působil proslulý Arcimboldo. V Praze pracoval i sochař Adrian de Vries - Valdštejnská zahrada.

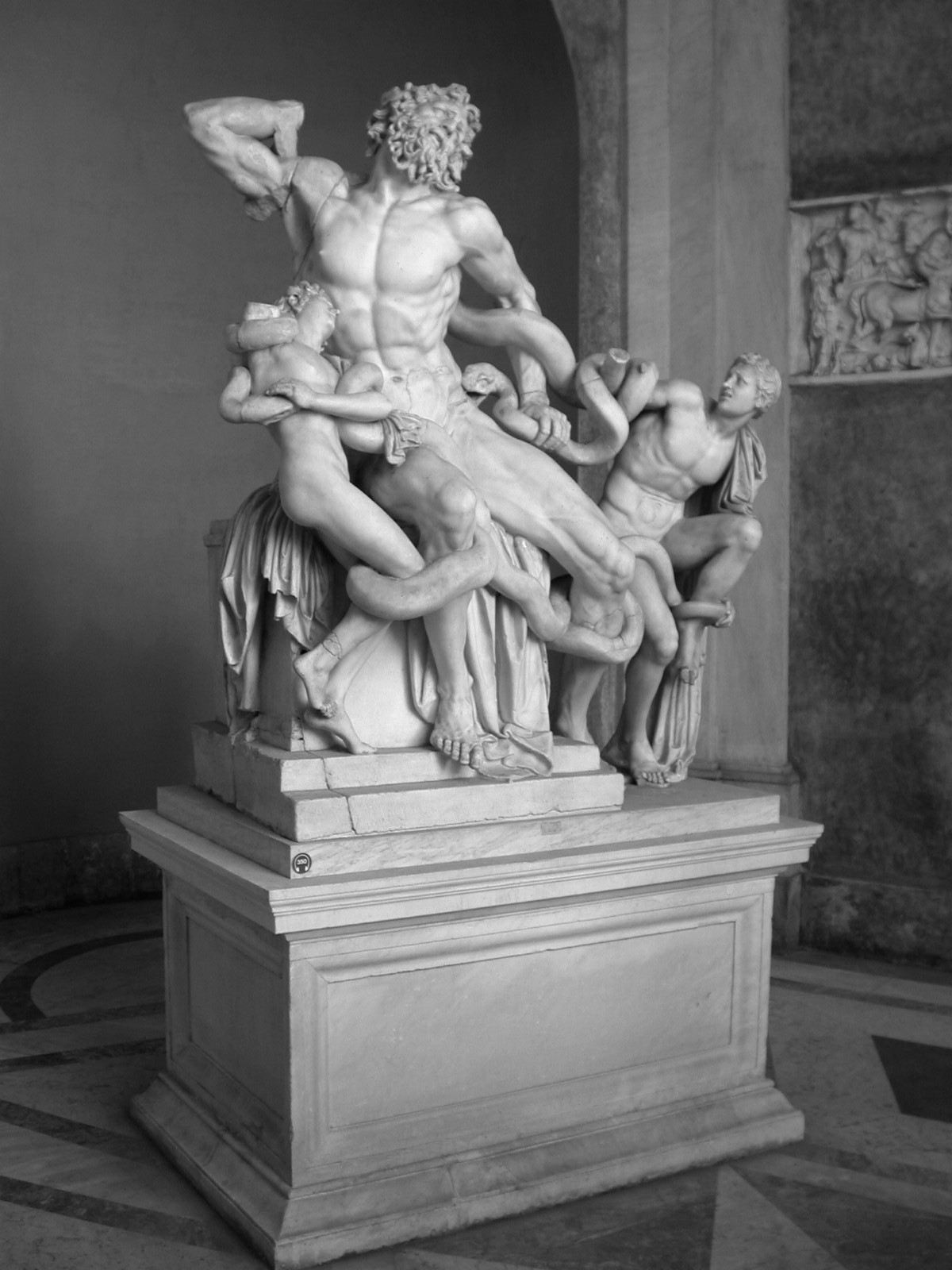
Helénistické sousoší Lákoón

Arcimboldo - Portrét Rudolfa II.

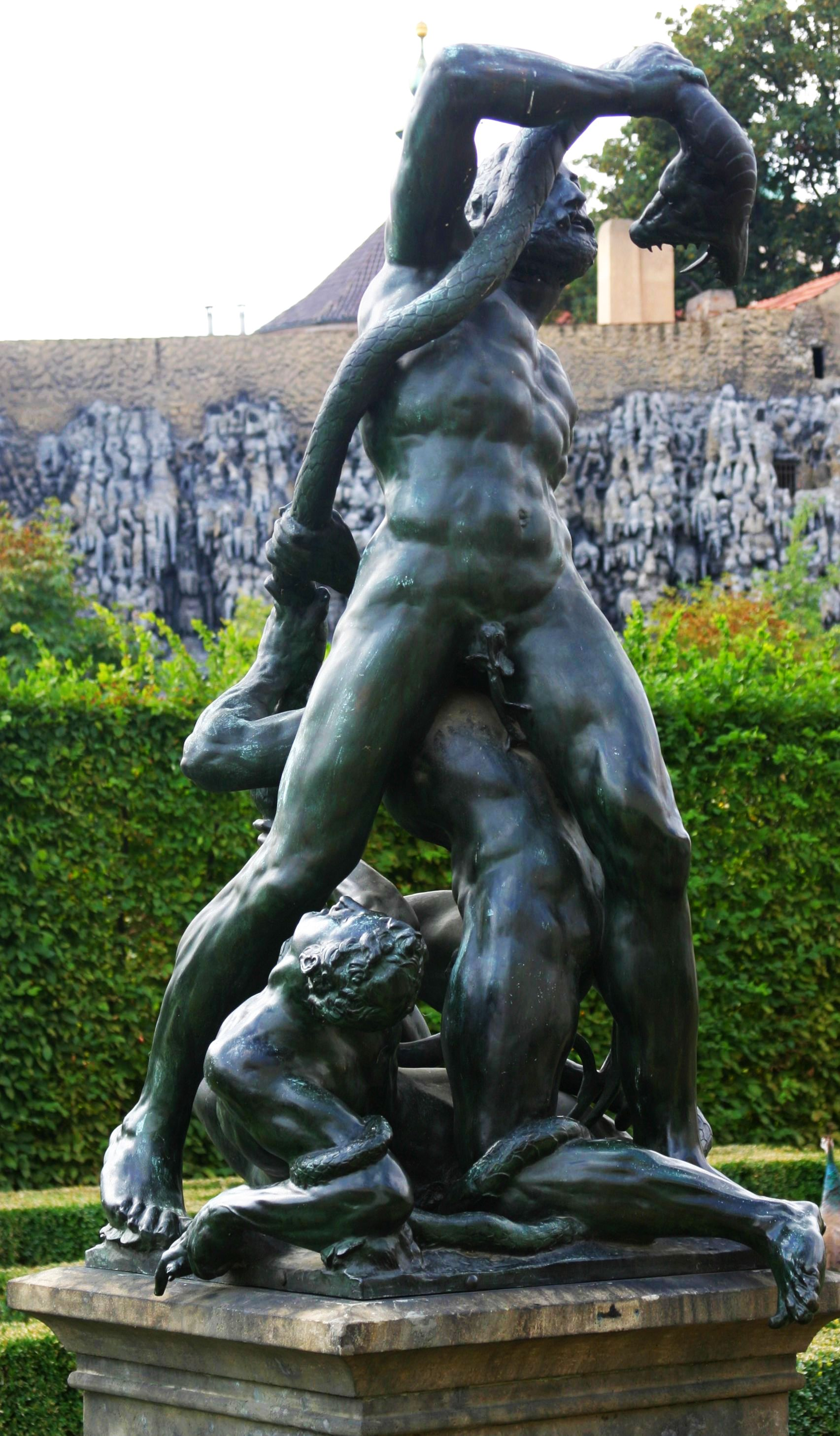
Vries - Láokoón a synové
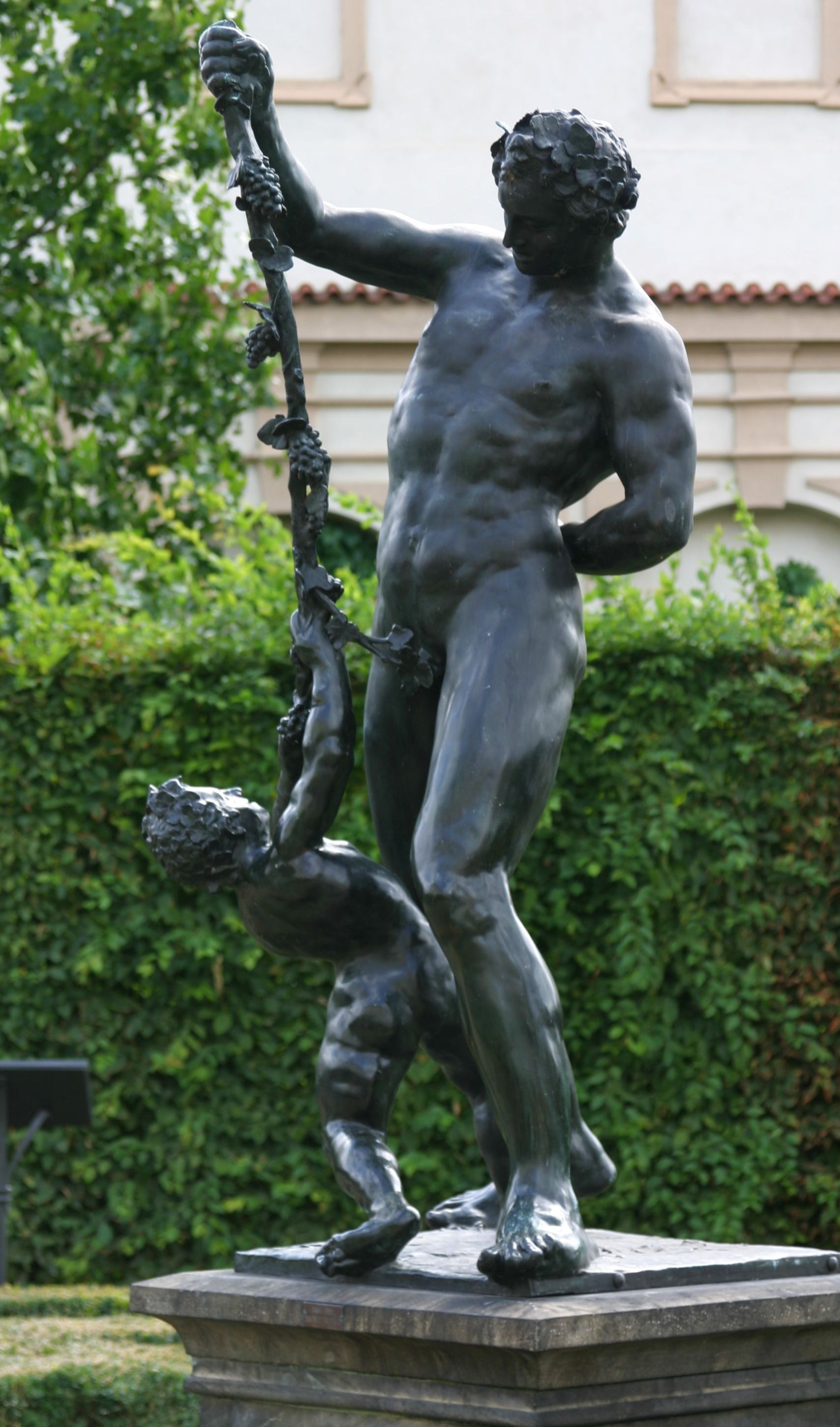
Vries - Bacchus
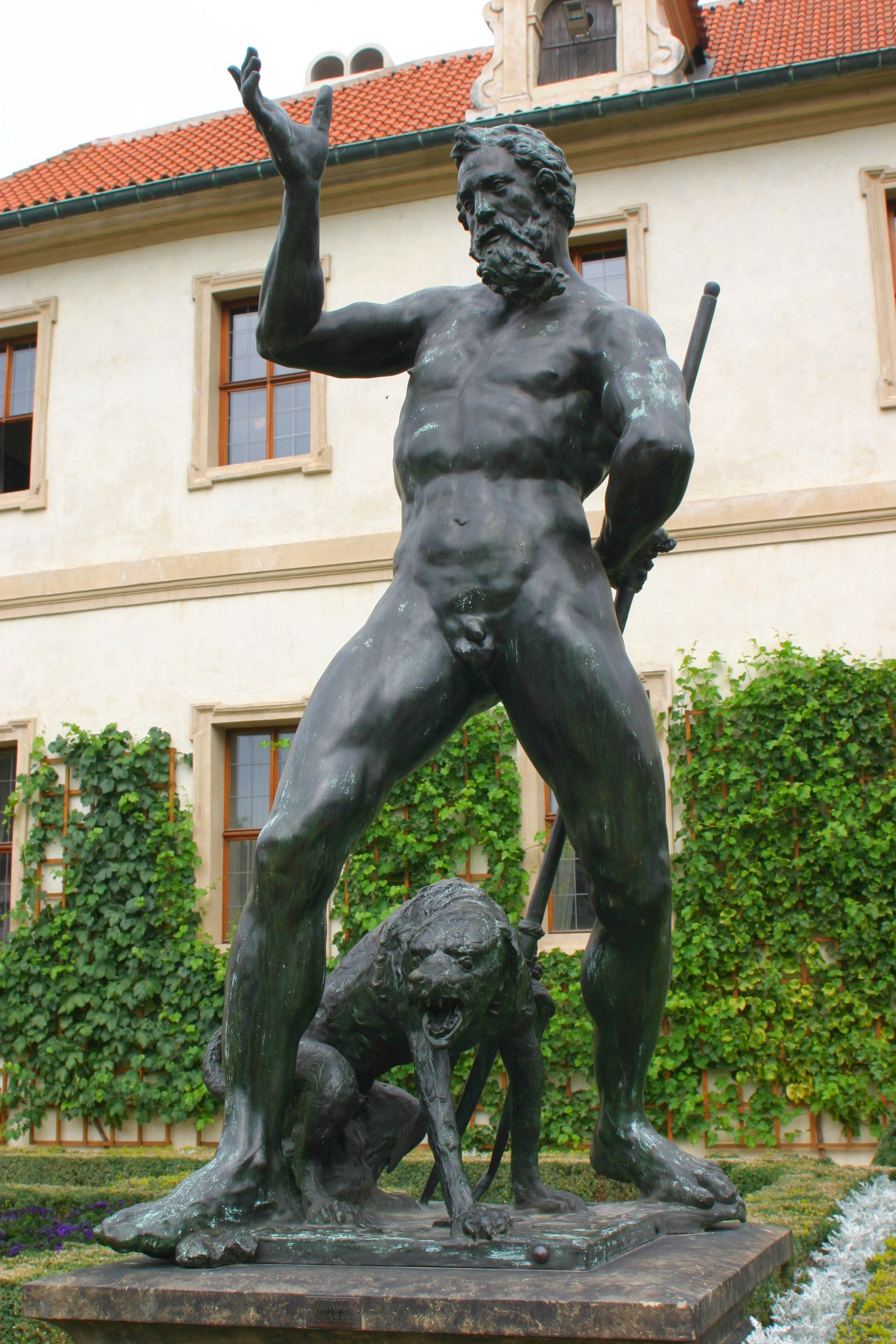
Vries - Neptun
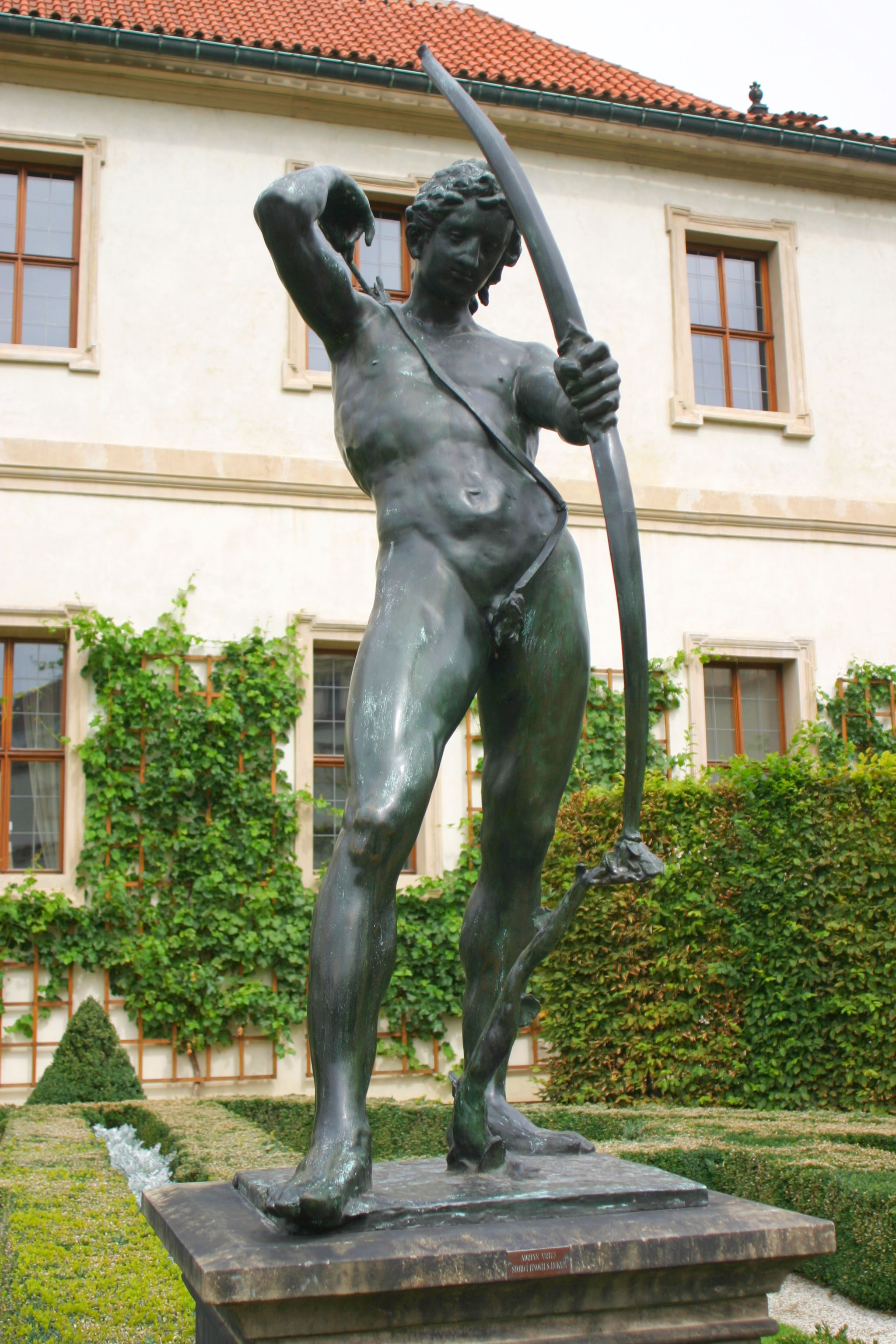
Vries - Appolon

Sochařství manýrismu zdůrazňovalo styl (manýra=stylovost). Výsledkem byl přehnaný důraz na dokonalost forem (uhlazenost a elegance). 
K nejznámějším patřili např. sochaři Benvenuto Cellini, Giovanni da Bologna, Giorgio Vasari, Angelo Bronzino-Freska v kapli Eleonory da Toledo ve Florencii, Jacopo Tintoretto, Giorgio Vasari, El Greco-Láokoón, Jacopo Bassano.  V Praze to byli Giuseppe Arcimboldo a Adrian de Vries.

### Baroko
Barokní umění má své kořeny v Itálii jako umělecký směr vzniklý rozšířením a domyšlením renesančních uměleckých tendencí. Představuje poslední jednotný univerzální umělecký sloh zahrnující architekturu, výtvarné umění, literaturu, divadlo i hudbu, který se postupně rozšířil do Nizozemí a po celé Evropě. Název baroko byl odvozen od portugalského názvu perly nepravidelného tvaru (pérola barroca). Zakladatelem barokního sochařství byl papežský architekt Gian Lorenzo Bernini, jehož předchůdcem byl Michelangelo.

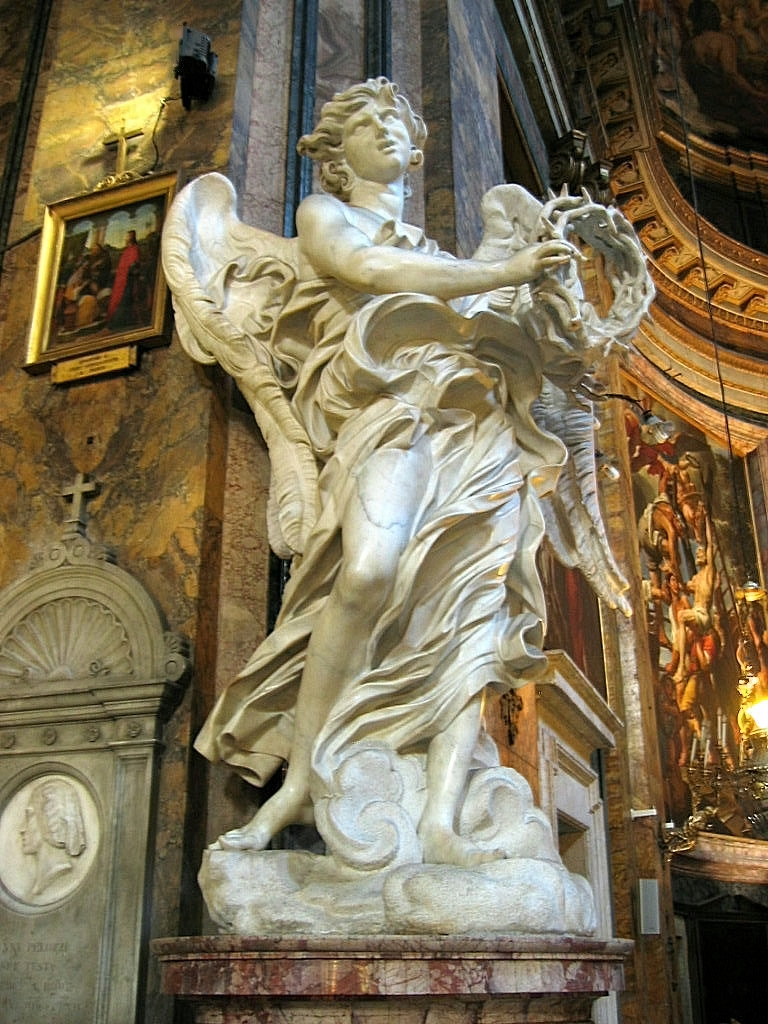
Bernini - Anděl s trnovou korunou

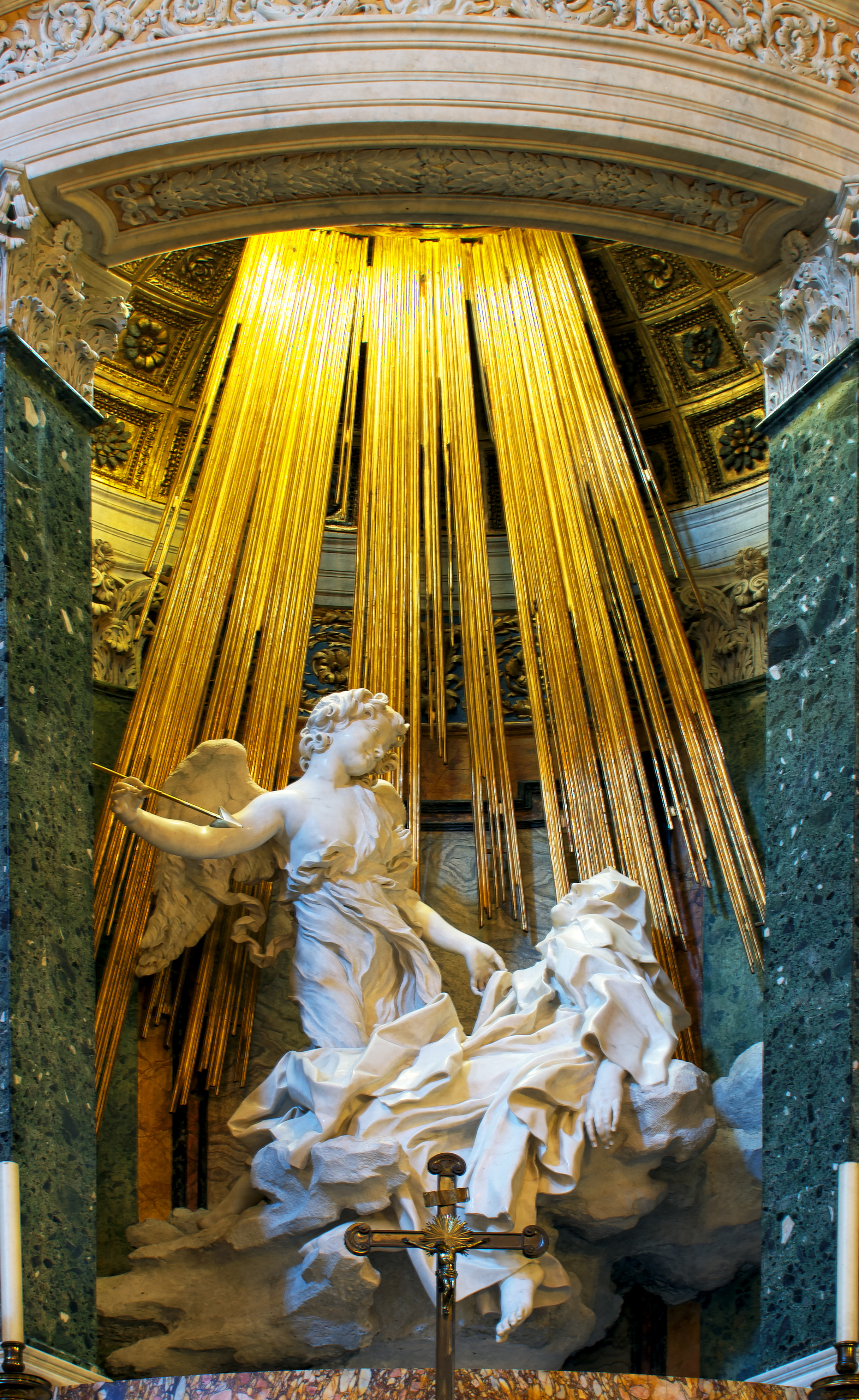
Vidění sv. Terezie

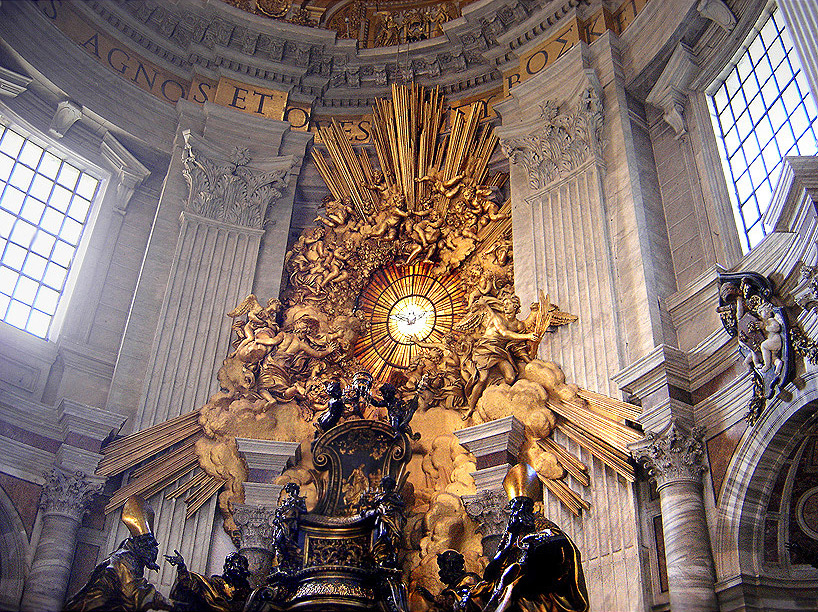
Bernini - Stolec sv. Petra
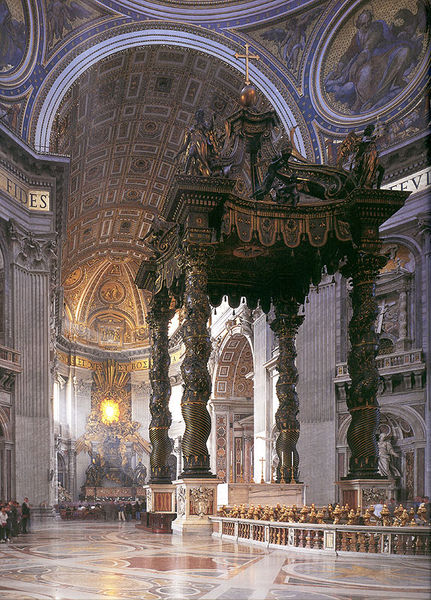
Bernini - Baldachýn
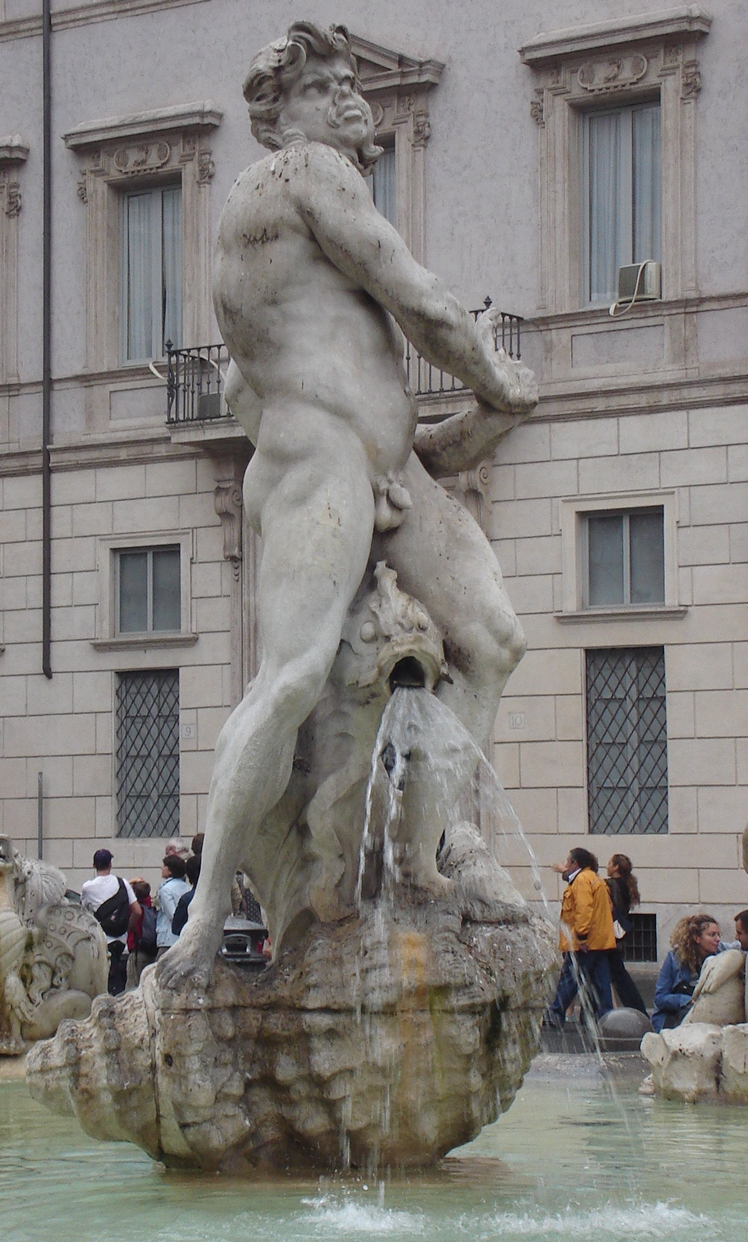
Bernini - Fontána del Moro
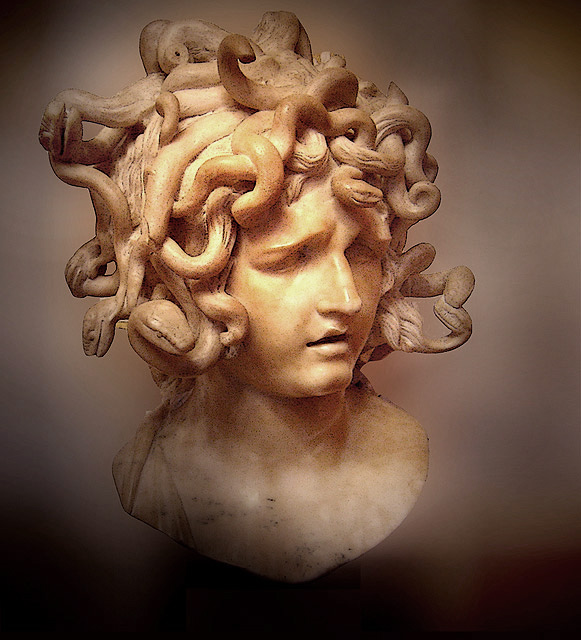
Bernini - Medúza

Celostní umění baroka stíralo hranice mezi architekturou, plastikou a malbou bylo vytvoření jednotného společného účinku. Architektura používala ke zvýšení své působivosti iluzionistickou malbu k napodobování stavebních prvků (klenby, žebra, pilastry) a plastiky nevystupovaly jako ojedinělá umělecká díla, ale jako prvky podřizující se celku. Významně se uplatnila i ornamentální štukatura. Přednost měly asymetrické formy, ovál či elipsa, efektní perspektivy, vyklenutí a vydutá zaoblení, nadsazené proporce a prostorově rozvinutá gesta. Výrazným prvkem byl pohyb. 
Závěrečným obdobím barokního slohu se stalo rokoko.

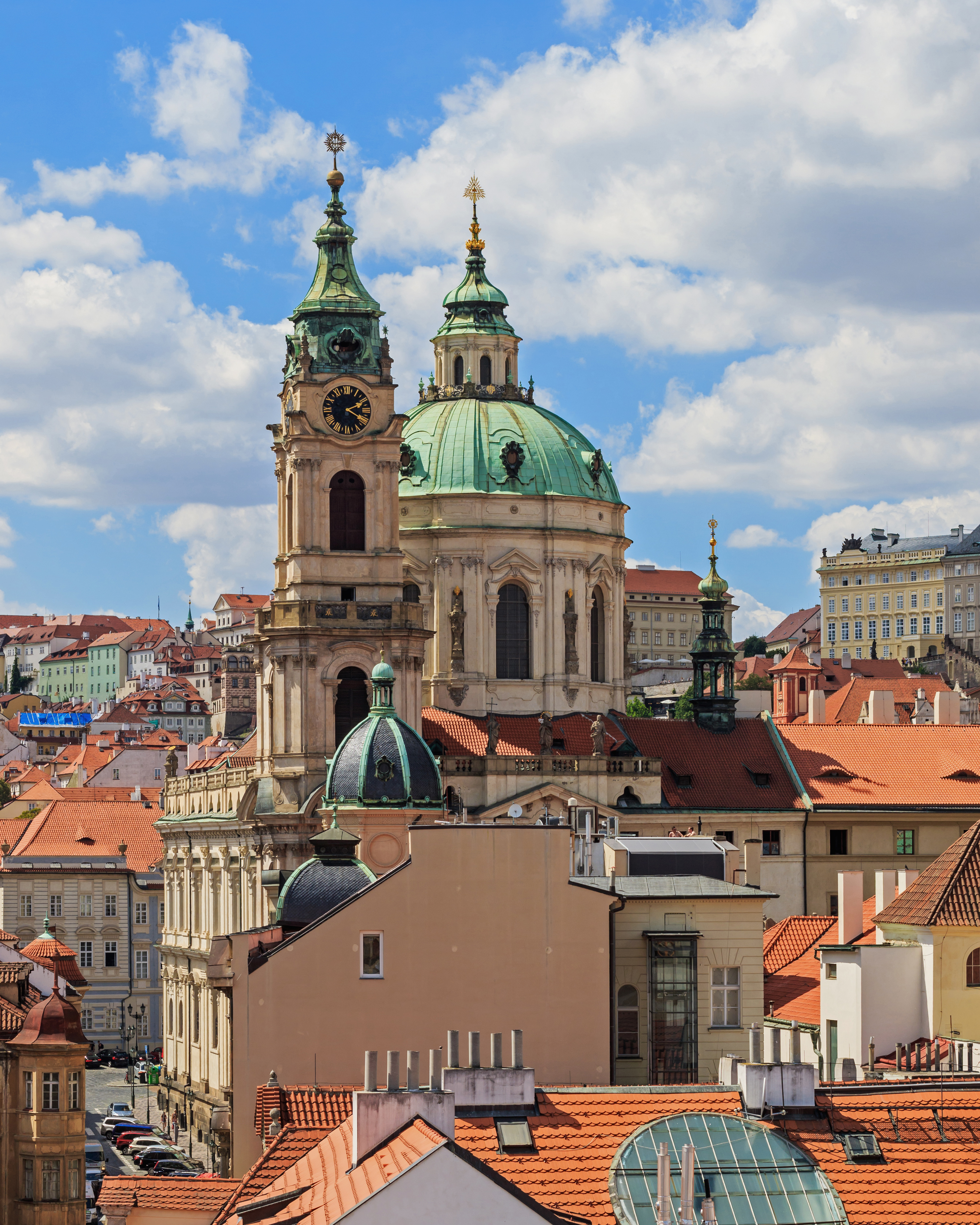
Sv.Mikuláš v Praze

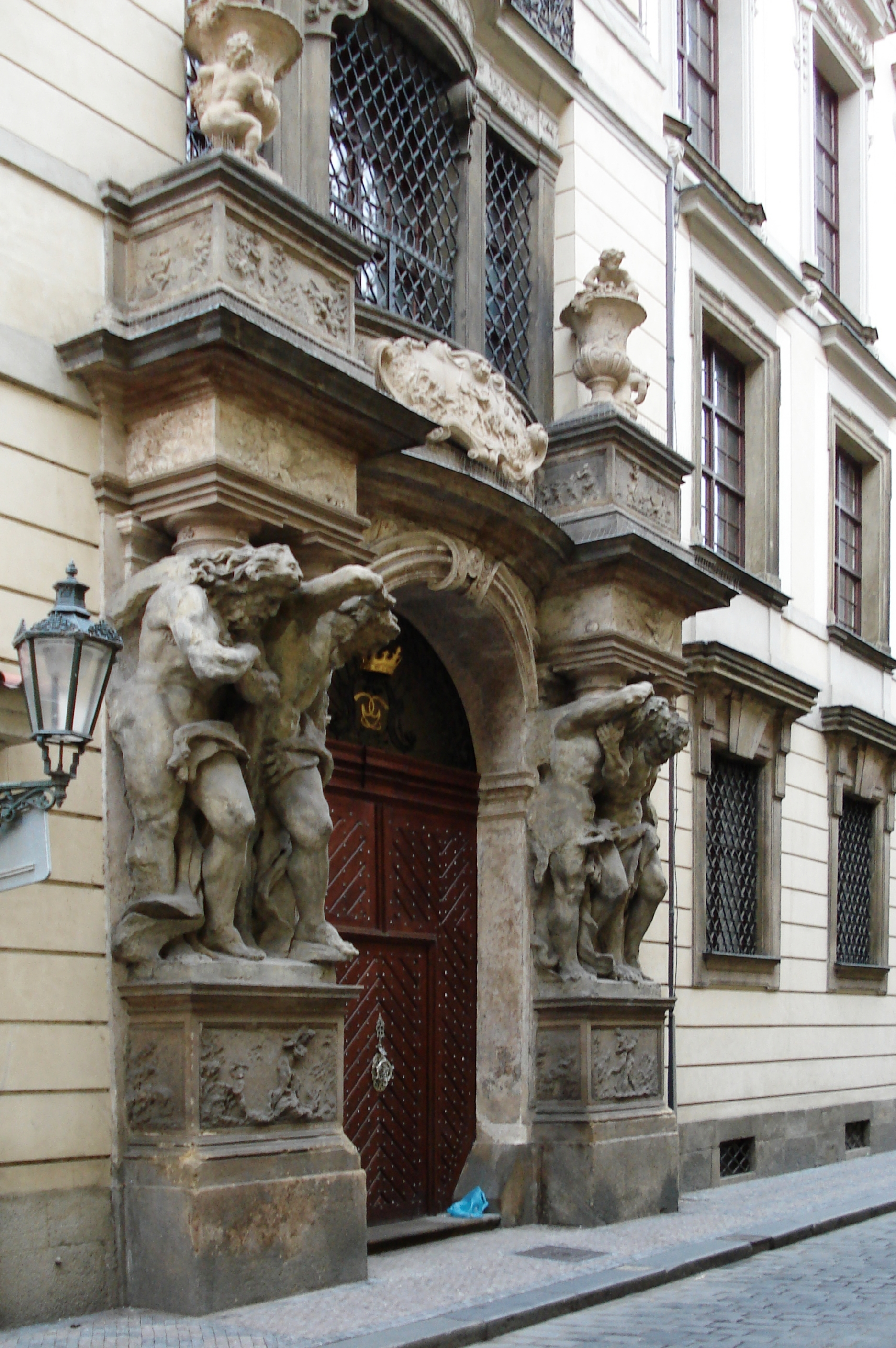
Čtveřice barokních Atlantů u vstupu Clam-Gallasova paláce v Praze

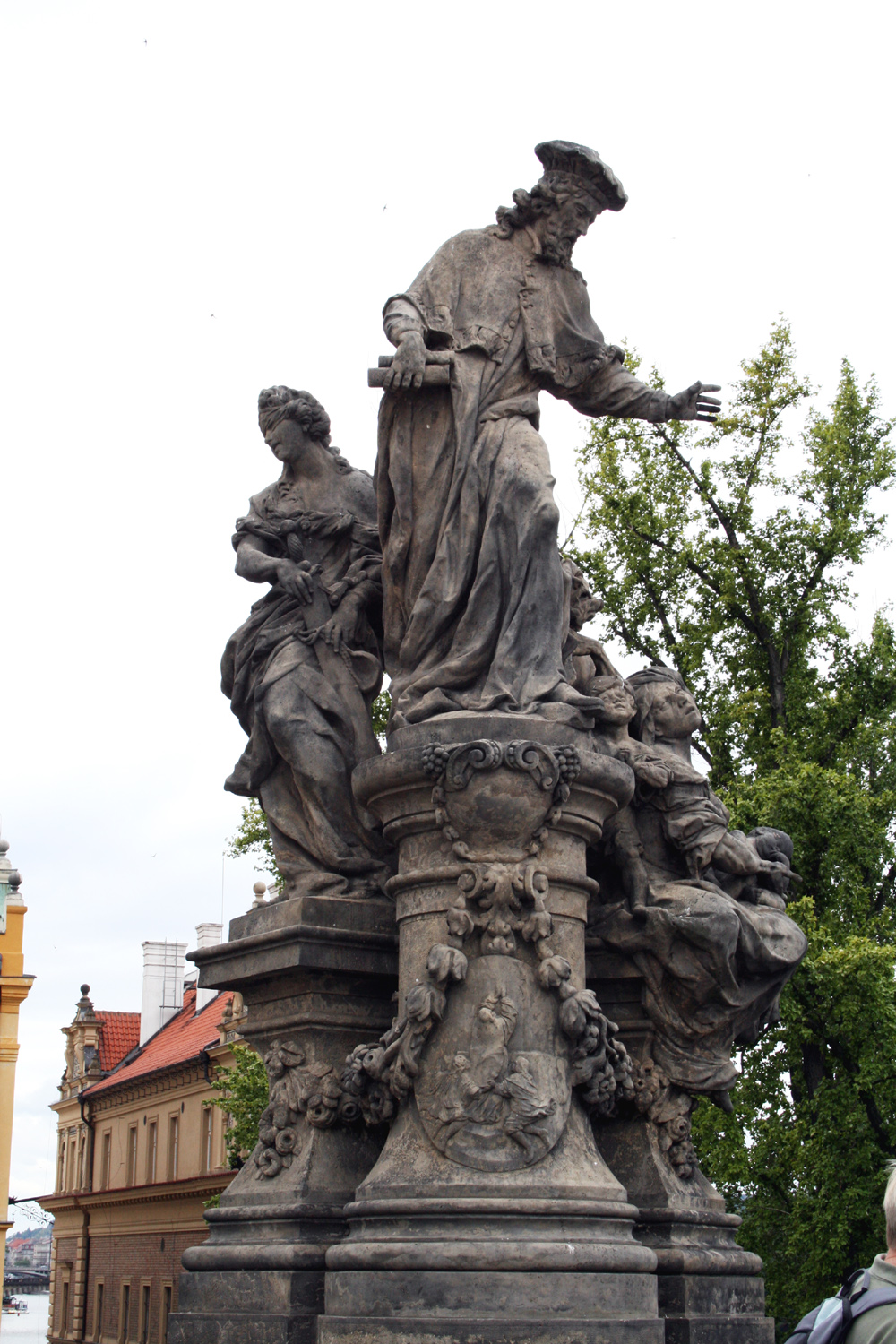
Svatý Ivo - Karlův most
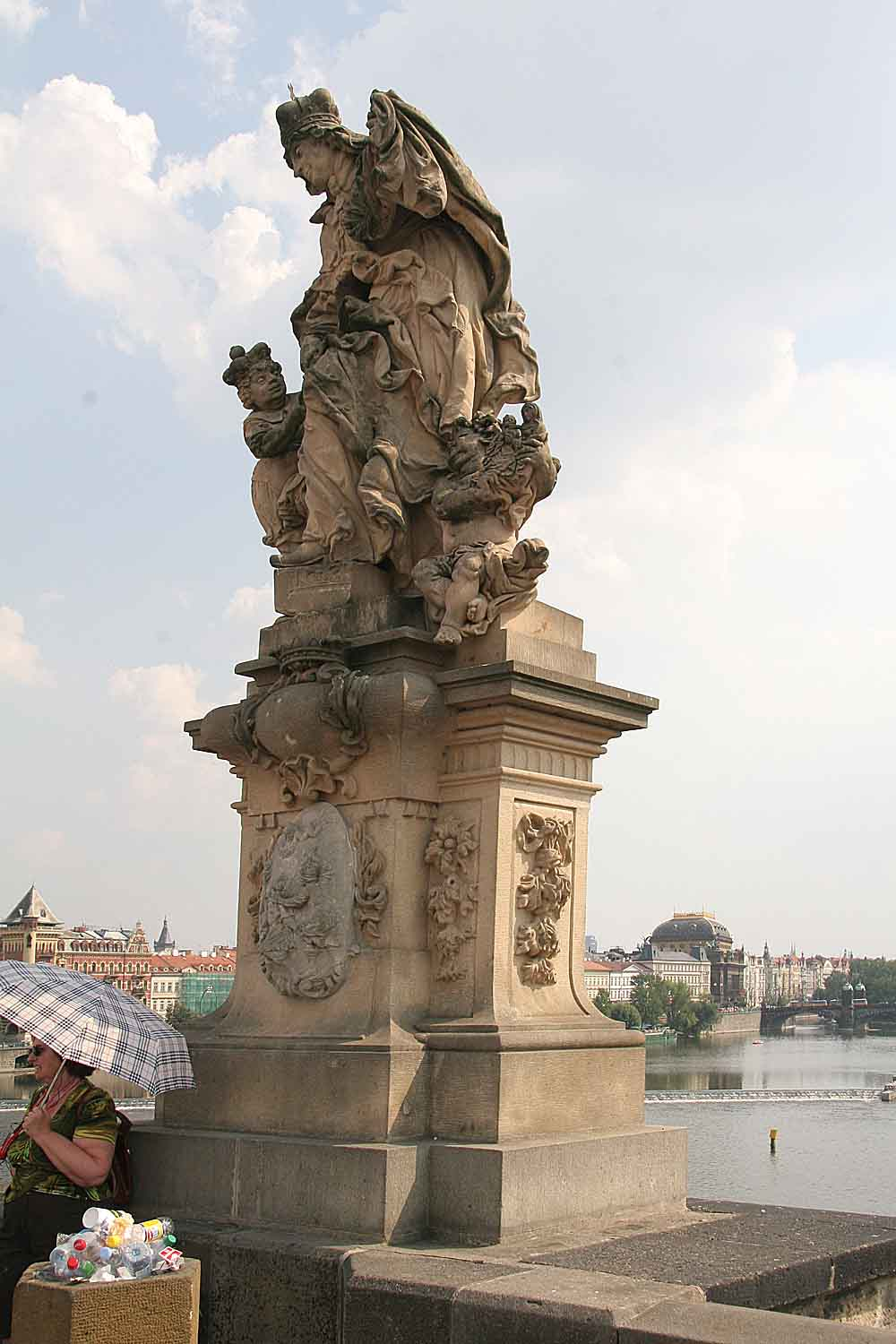
Sv. Ludmila s Václavem - Karlův most
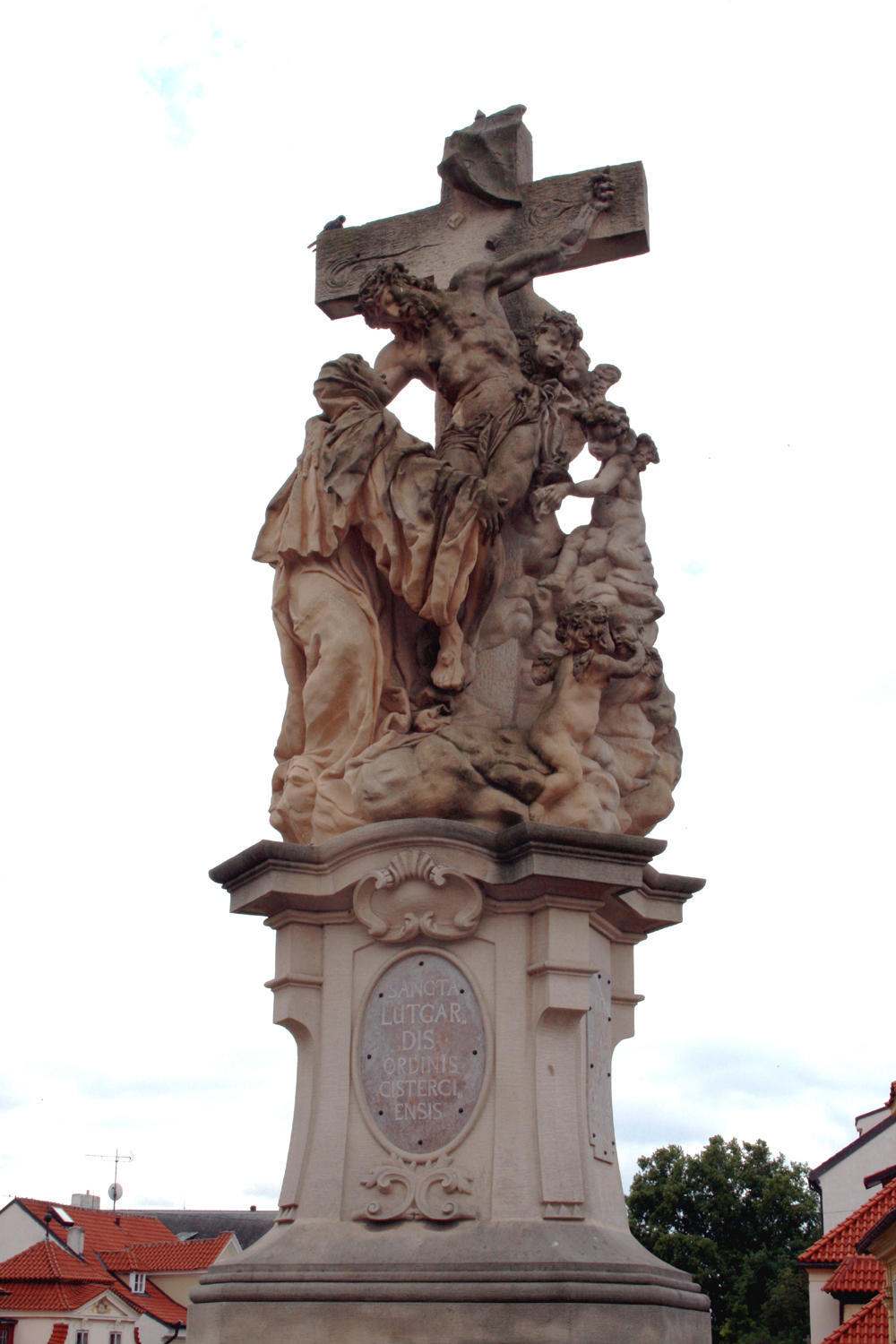
Sen Sv. Luitgardy, Karlův most
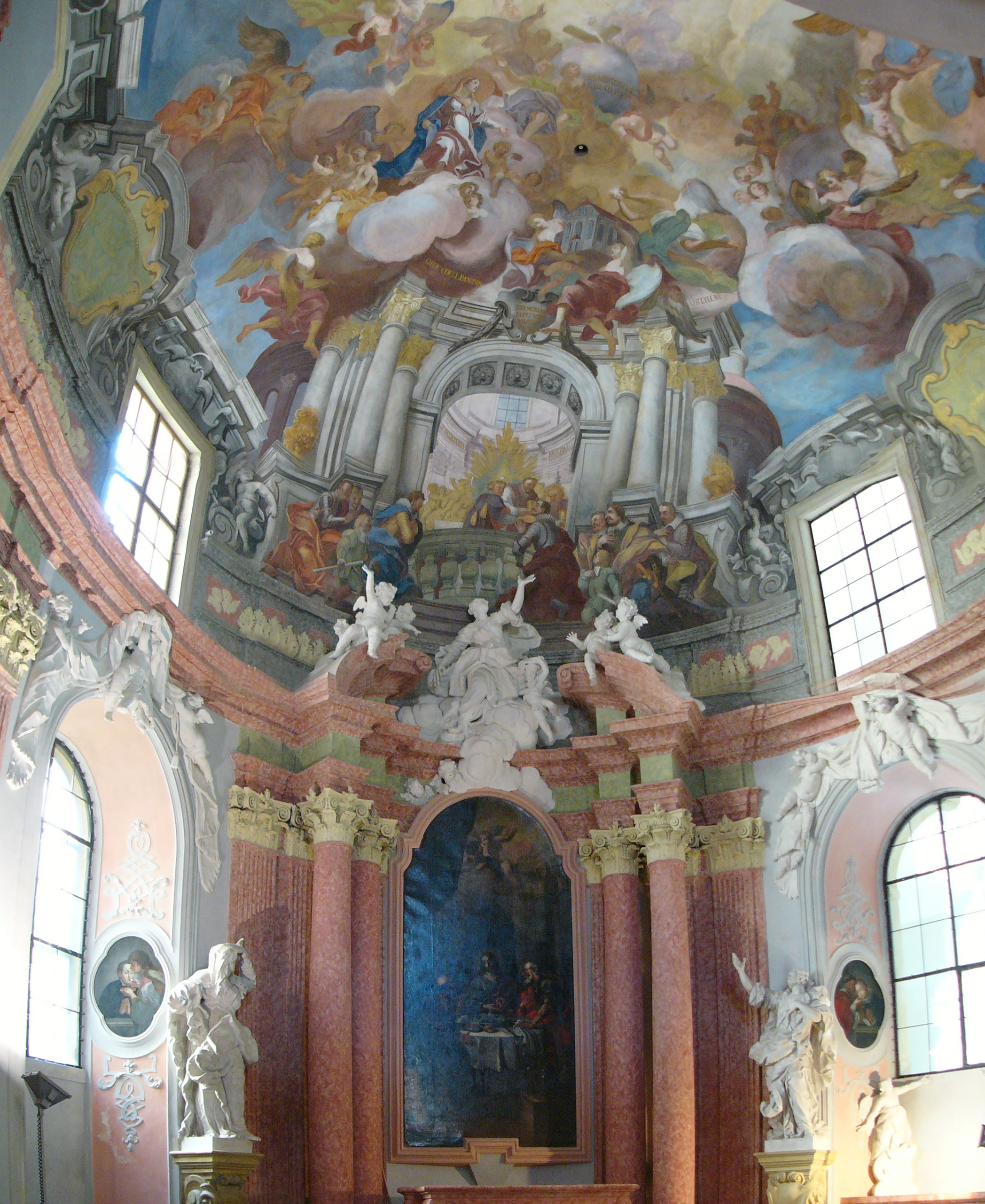
Barokní sochy a malby

Nejvýznamnější sochaři a architekti Francesco Borromini, Guarino Guarini, Pietro da Cortona, Filippo Juvara, Johann Bernhard Fischer von Erlach, Lucas von Hildebrandt, Balthasar Neumann. Z malířů Caravaggio, Diego Velázquez, Peter Paul Rubens, Rembrandt van Rijn, Giovanni Battista Tiepolo.

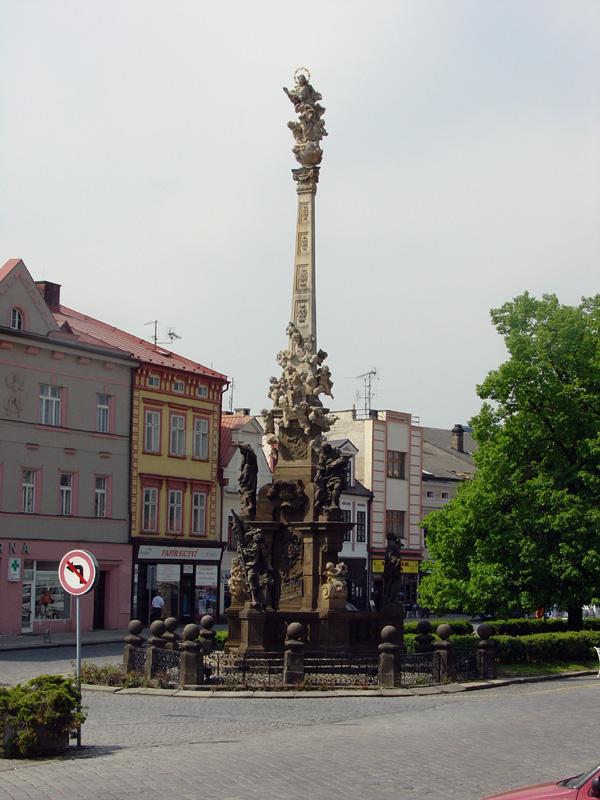
Morový sloup - Jaroměř

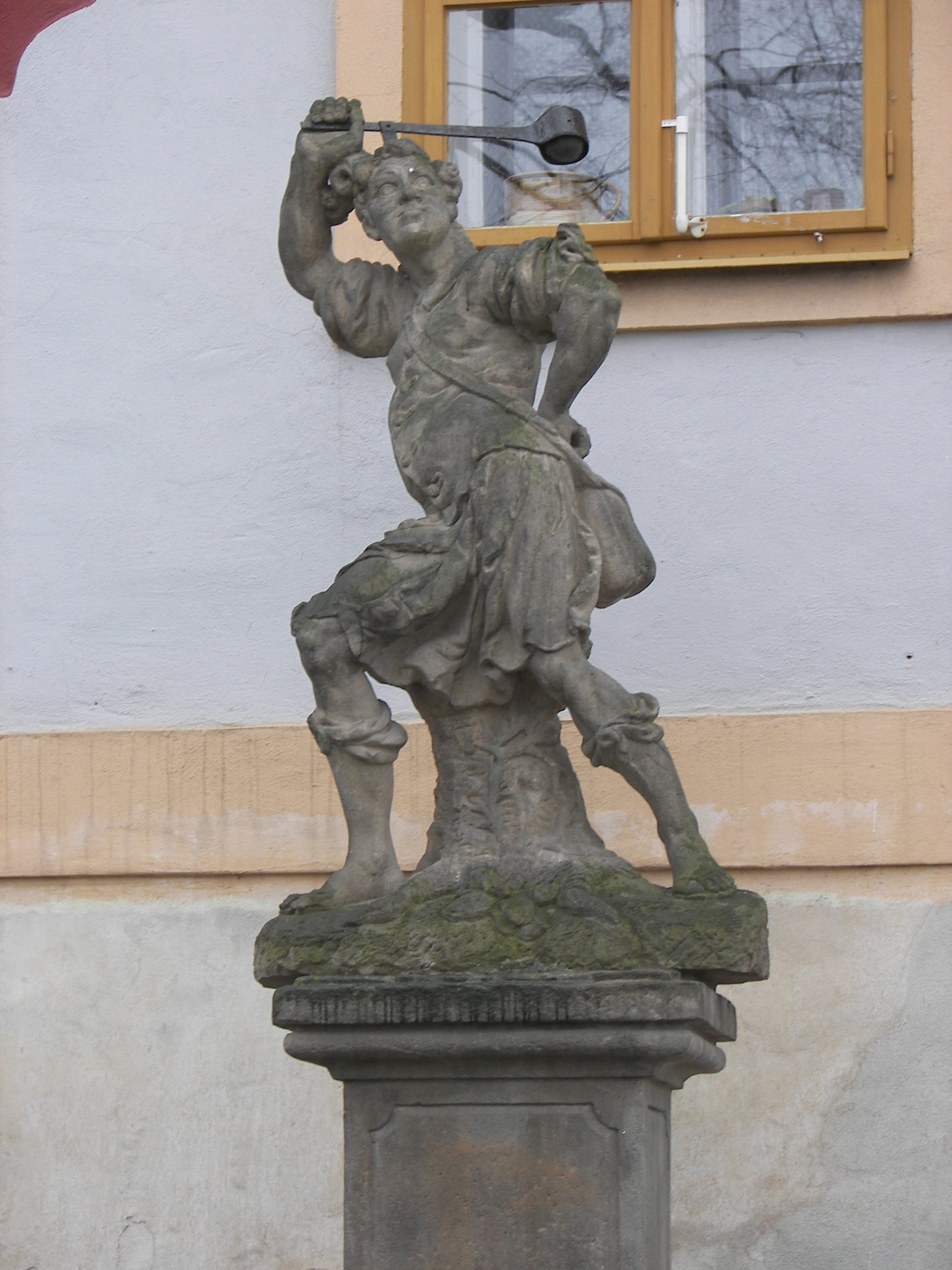
David - Kuks

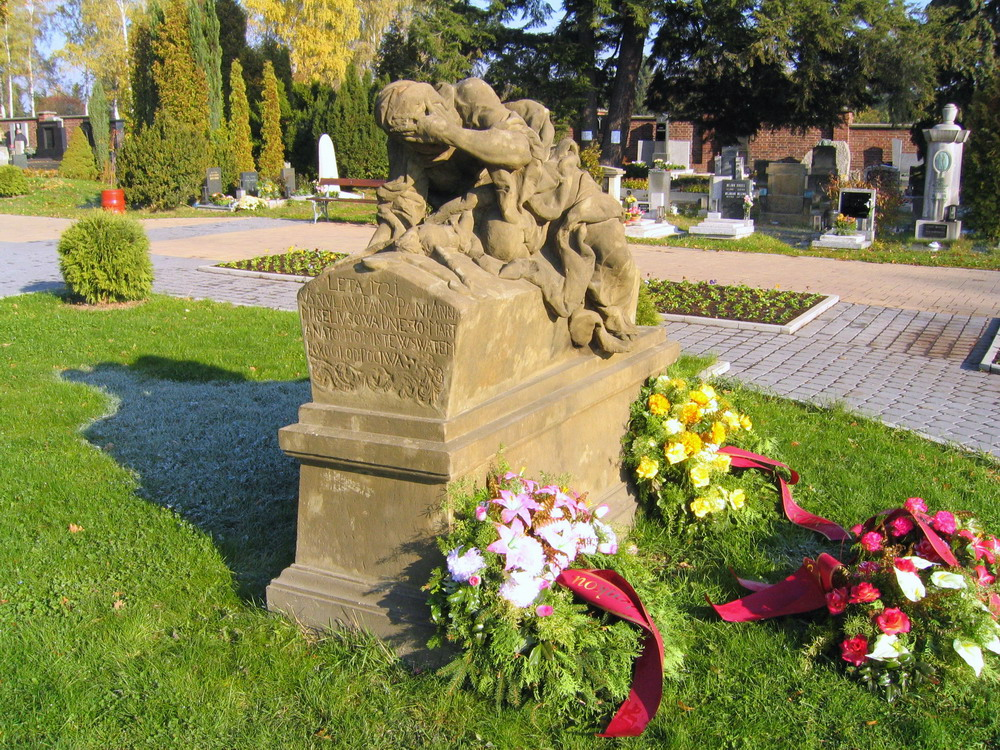
Náhrobek Anny Miseliusové - Jaroměř
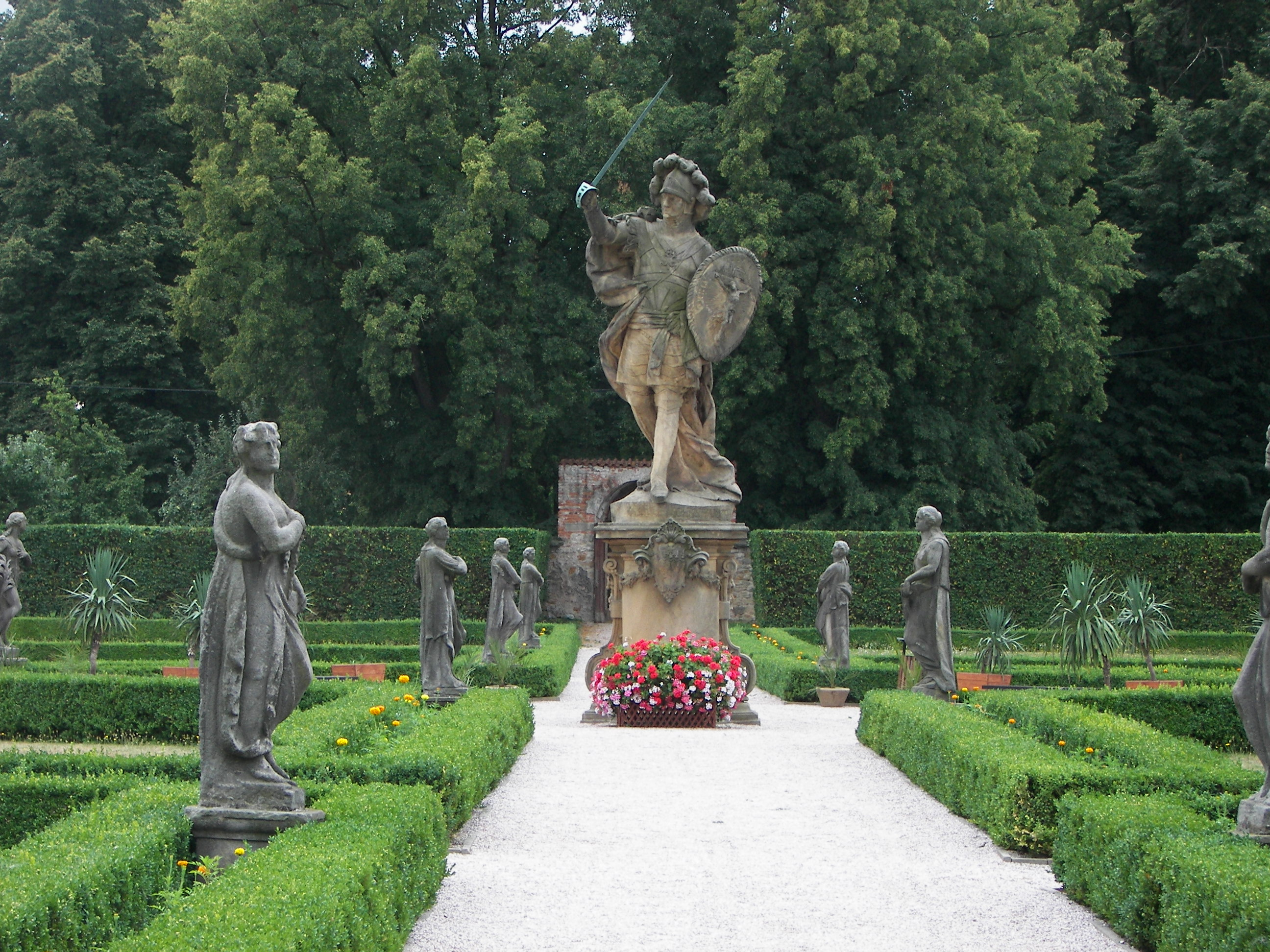
Velký křesťanský bojovník
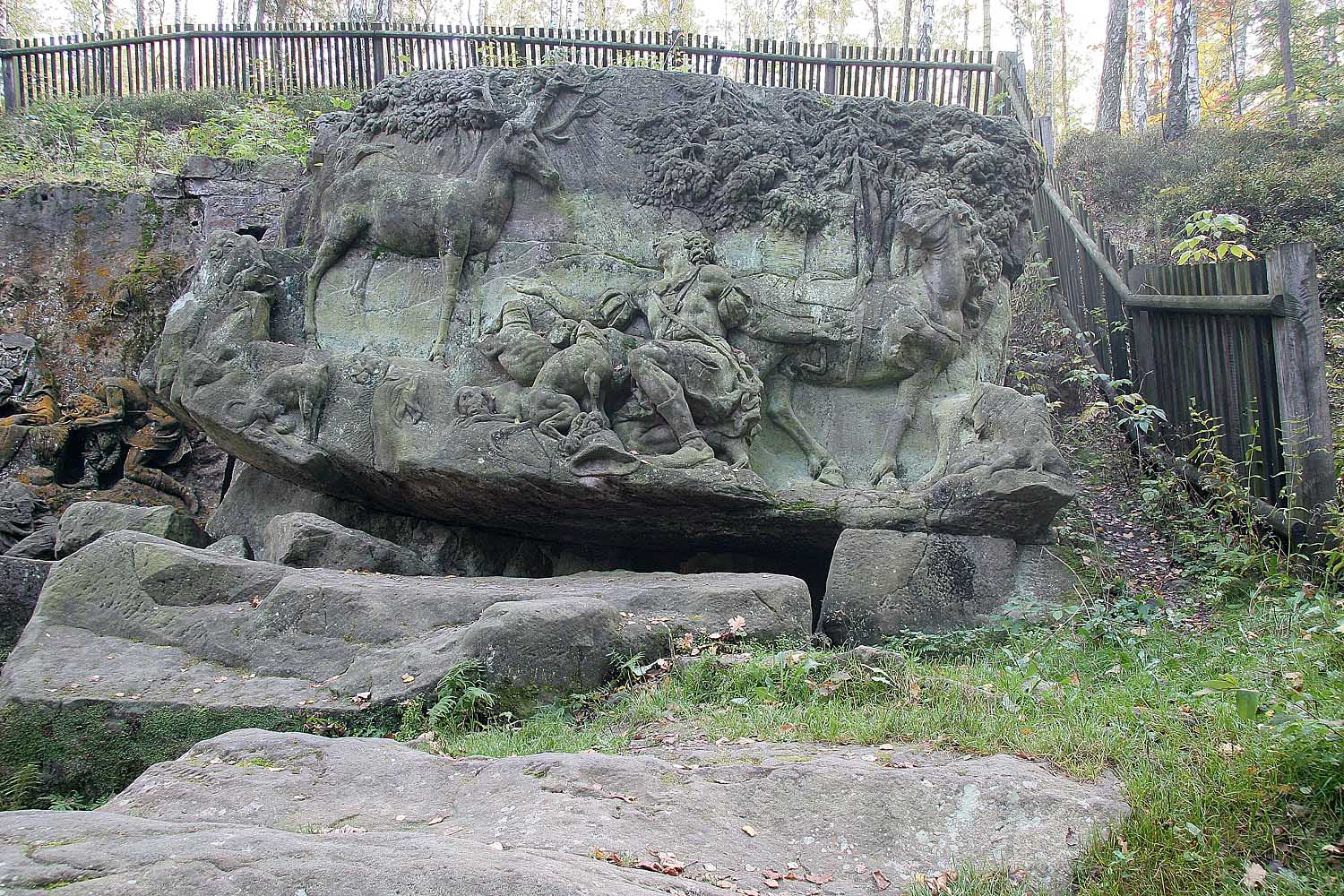
Vidění sv. Huberta - Kuks
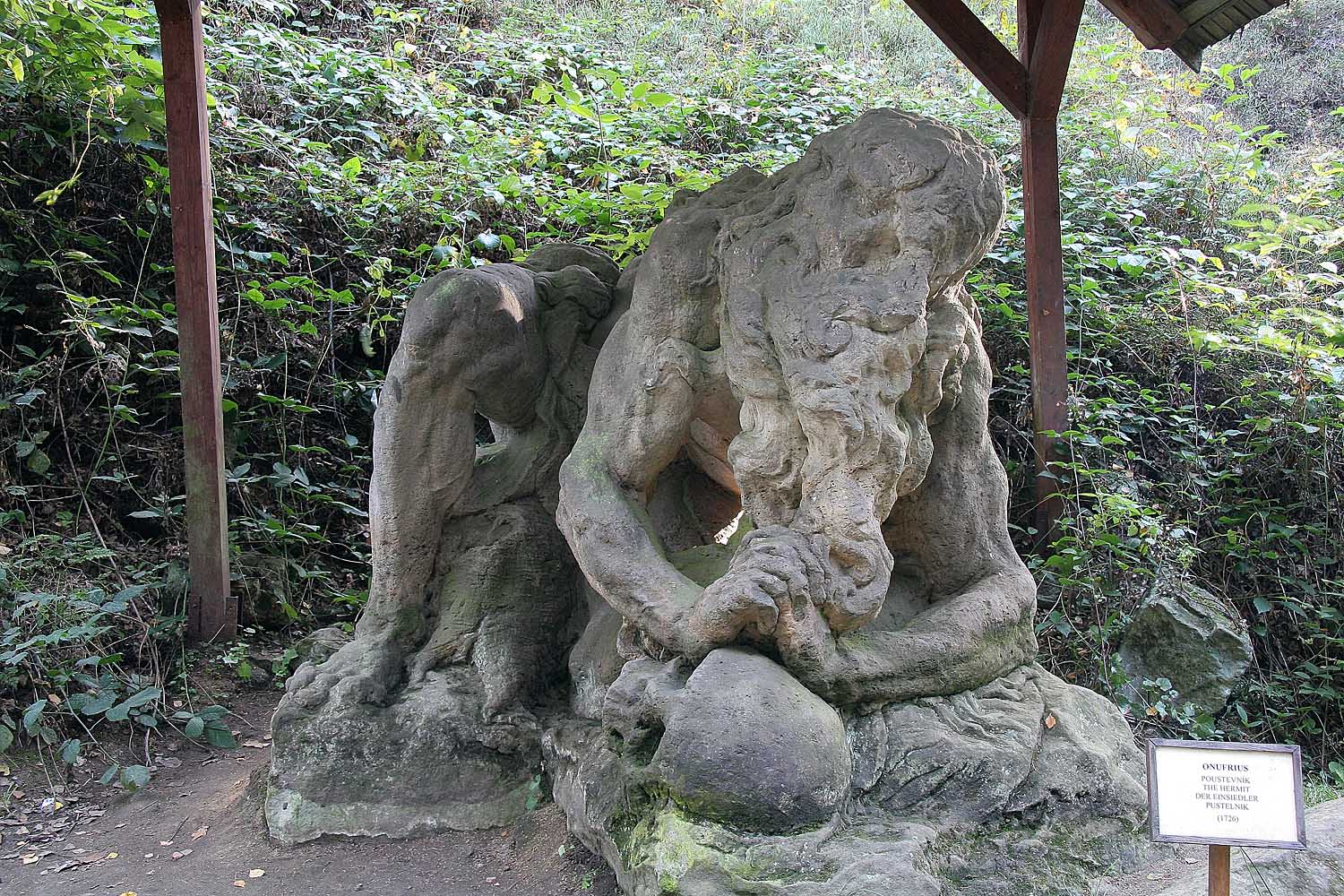
Socha poustevníka Onufria - Kuks

Umělci v Českých zemích: Architekti Dienzenhoferové, Jan Blažej Santini, Giovanni Battista Alliprandi.
K nejvýznamnějším našim představitelům barokního sochařství patřil Jan Jiří Bendl, Ferdinand Maxmilián Brokoff a Matyáš Bernard Braun. Dále práce Ignáce Platzera - sousoší na Matyášově bráně Pražského hradu. Z malířů Karel Škréta, Petr Brandl a Václav Vavřinec Reiner.

## Rokoko
Rokoko, (také pozdní baroko) je dekorativní formou pozdní barokní architektury vzniklé ve Francii jako dekorativní frivolní styl šlechtických interiérů reagujících na vkus Ludvíka XIV. 

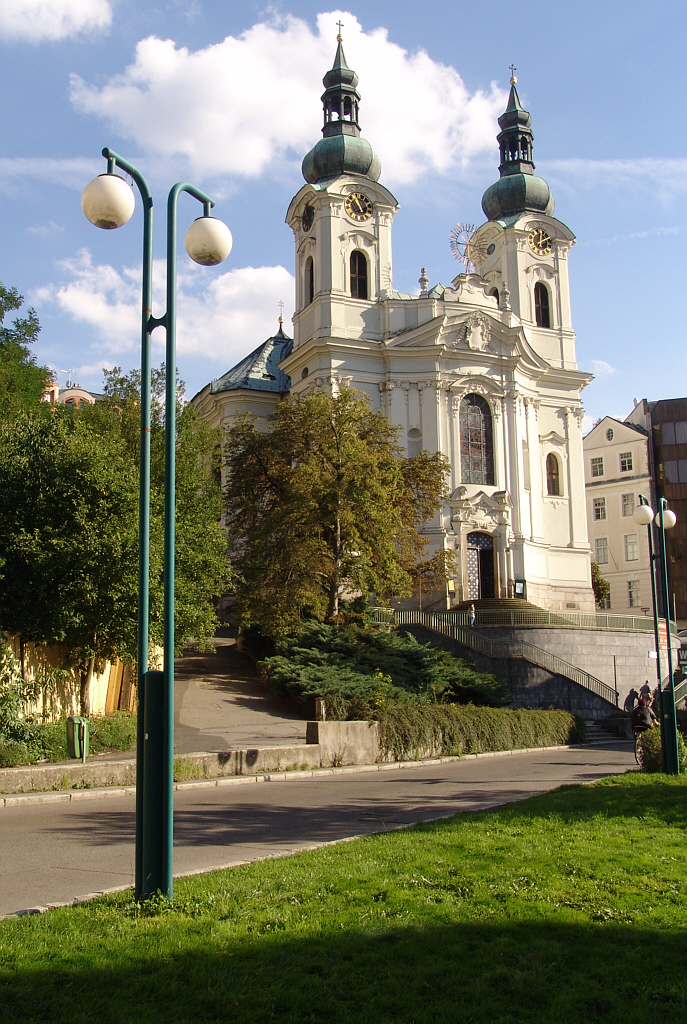
Kostel sv. Máří Magdaleny v Karlových Varech

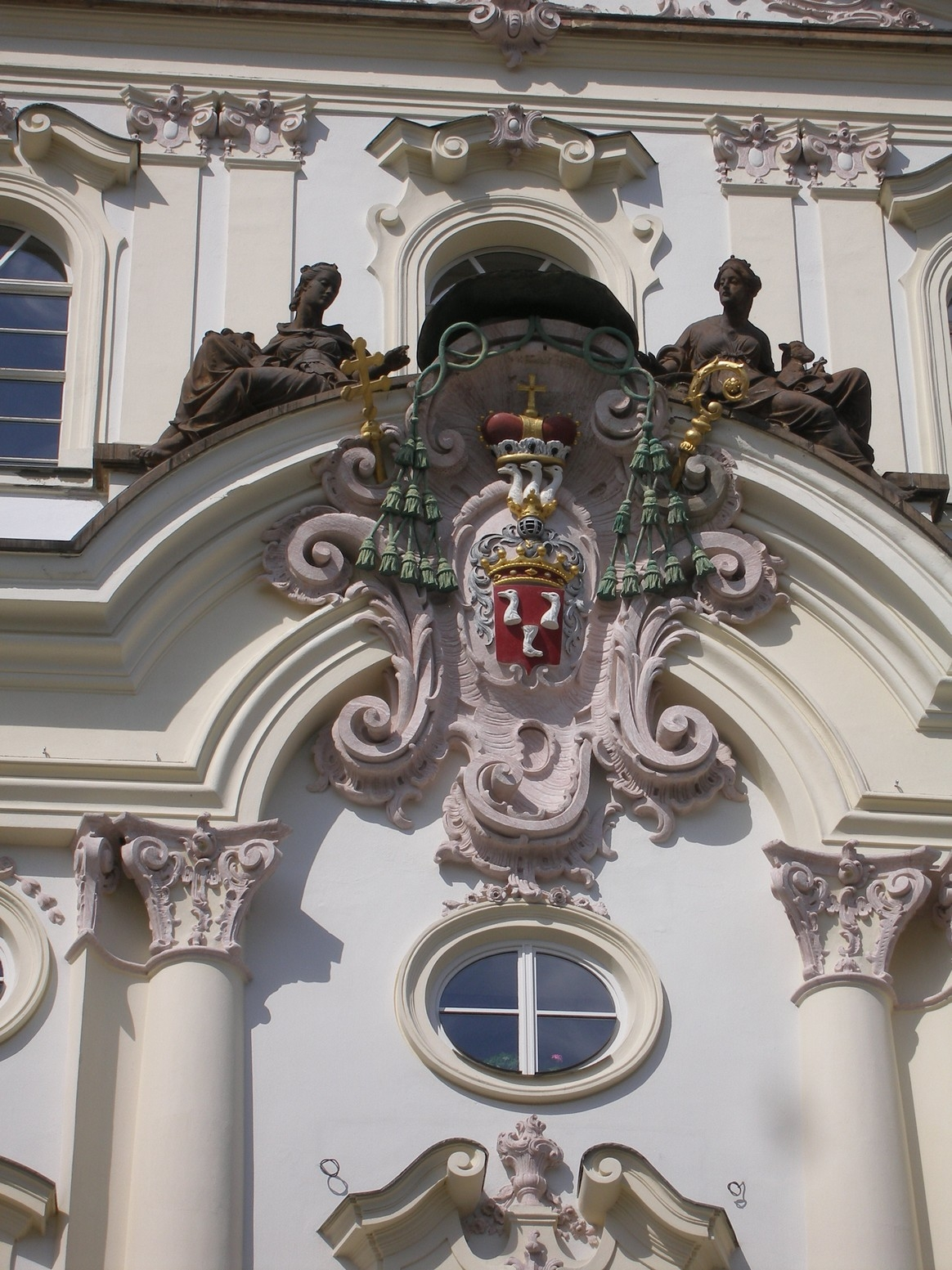
Arcibiskupský palác - Detail paláce

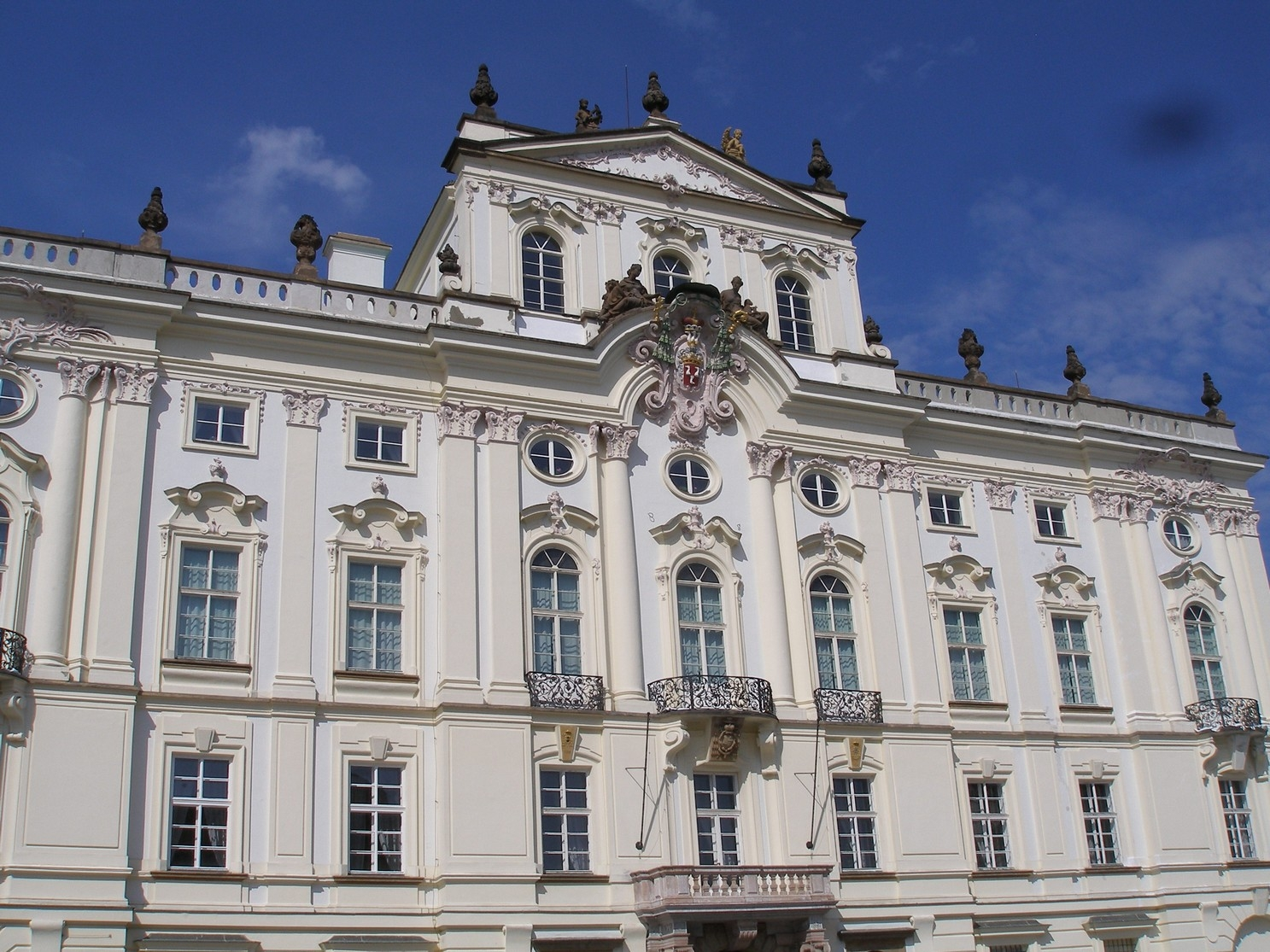
Arcibiskupský palác
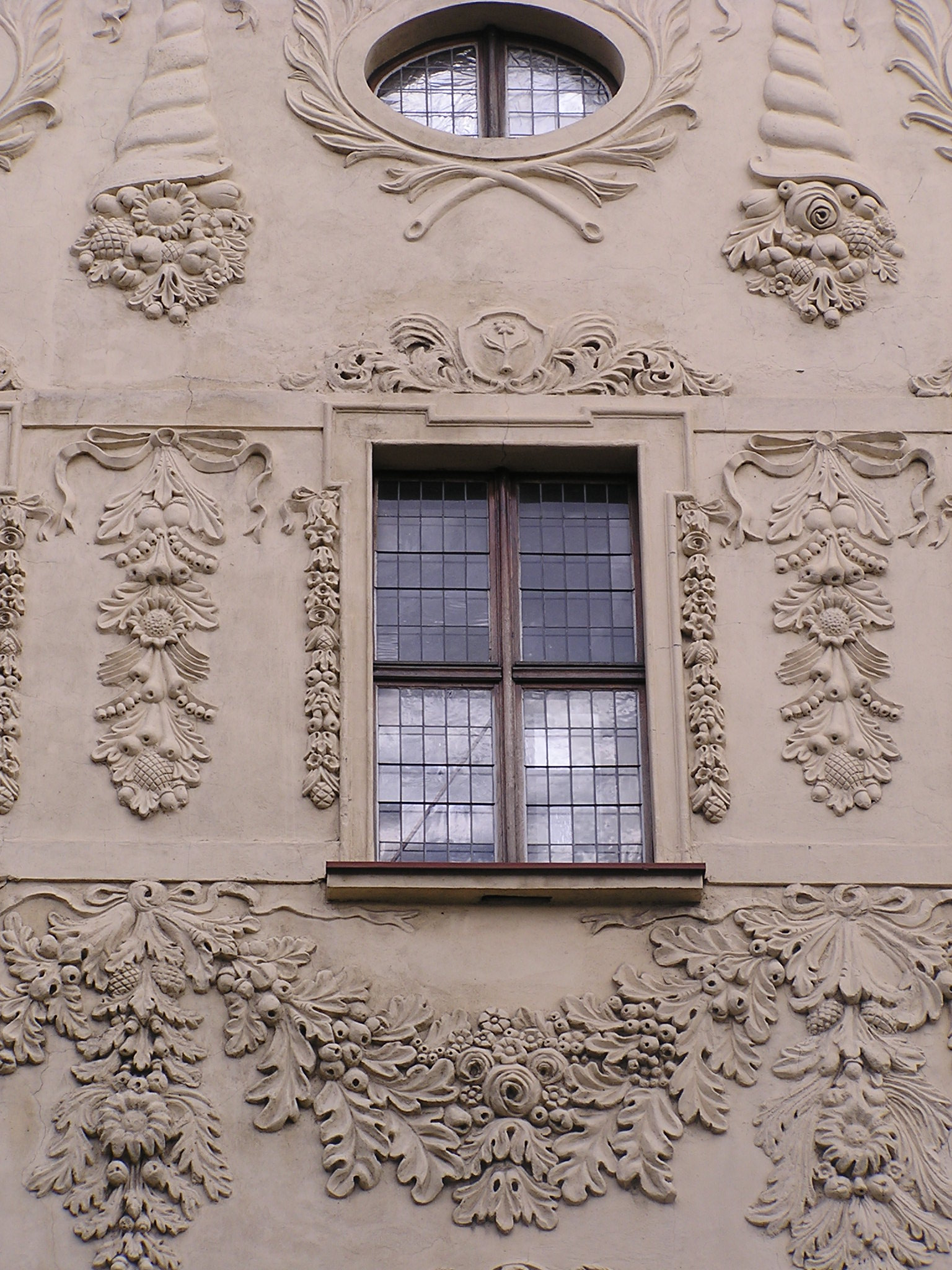
Detail štukové fasády
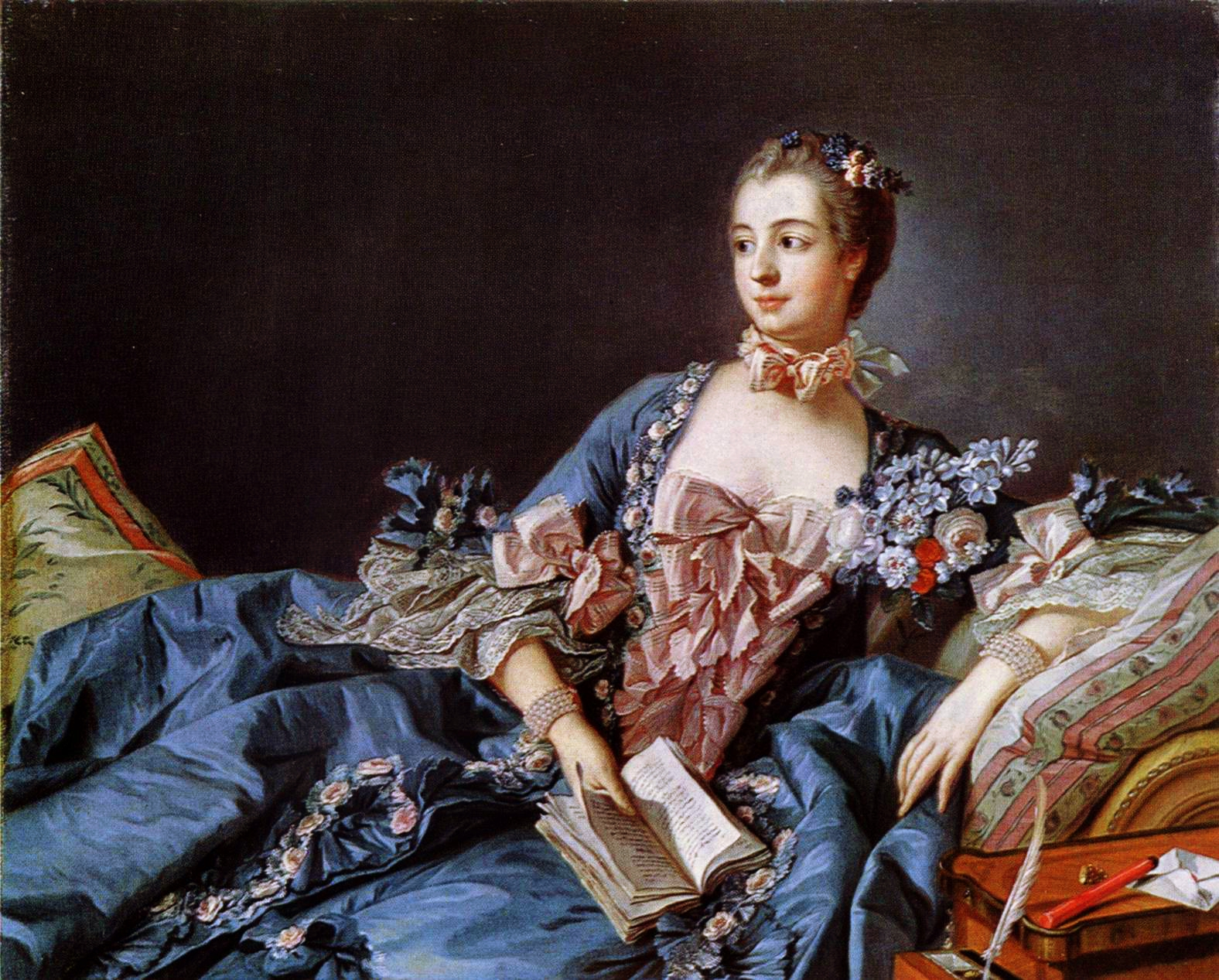
Marquise de Pompadour

Ornament: Rokoko je umělecký sloh užívající bohaté rokajové výzdoby abstraktního motivu dvoustranně závitnicového tvaru mušle (rocaille = mušle) a malebného kupení hmot. Každou stavbu zdobí půvabné ozdoby a rostlinné motivy a hýří zlatou a bílou barvou. Záliba v okázalé ornamentice se projevuje v architektuře, sochařství, malířství, odívání i v uměleckém kovářství.

### Klasicismus
Klasicismus vznikl ve Francii na královském dvoře „krále Slunce“ Ludvíka XIV. Byl posledním uměleckým slohem (po něm jen umělecké směry), který se v evropském výtvarném umění rozvíjel současně s rokokem jako reakce na růst zájmu o antické umělecké památky, především o římské. Přebral mnoho prvků z antiky i renesance. Ve snaze odvrátit se od baroka i rokoka být střídmý, až jednoduchý s pevnými pravidly svazujícími člověka i jeho uměleckou tvorbu. Striktní pravidla a estetické normy nejčastěji inspirované antickými vzory byly zaměřeny zejména na společenské a mravní problémy. Přední místo zaujímalo abstraktní pojetí obecně rozšířených ideálů o pravdě, lásce a kráse se zdůrazňováním dobrých mezilidských vztahů a pozitivních lidských vlastnosti.

Ludvík XIV.

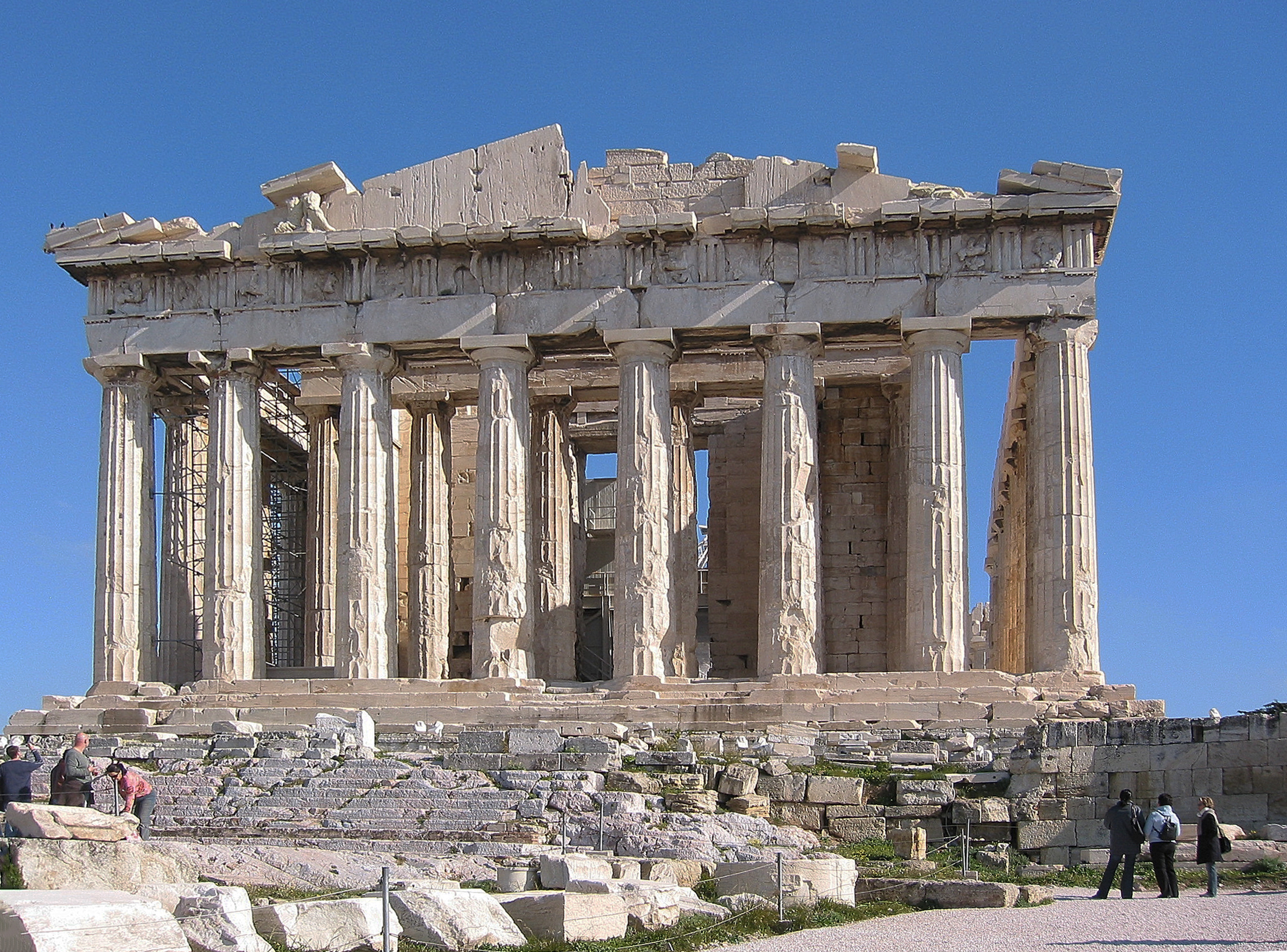
Vzorem antický Parthenón
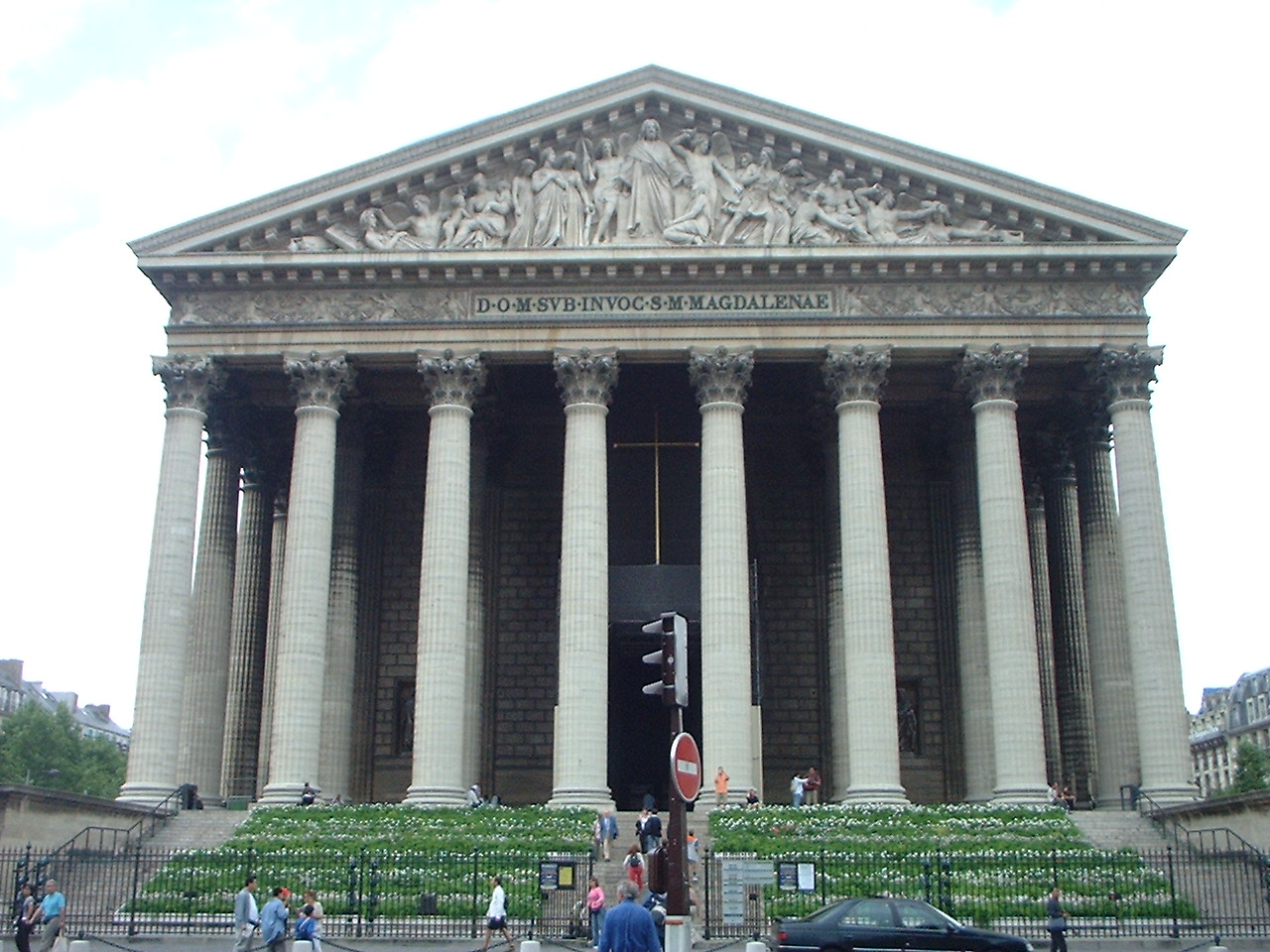
Kostel La Madeleine
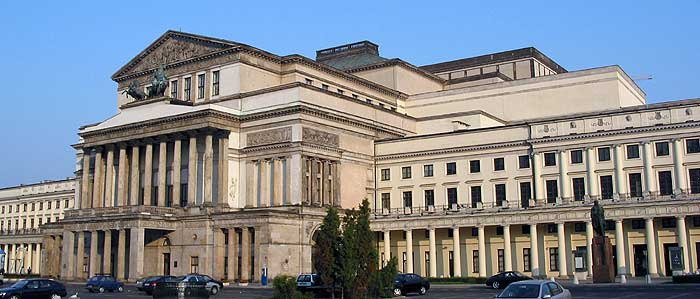
Teatr Wielki  Varšava
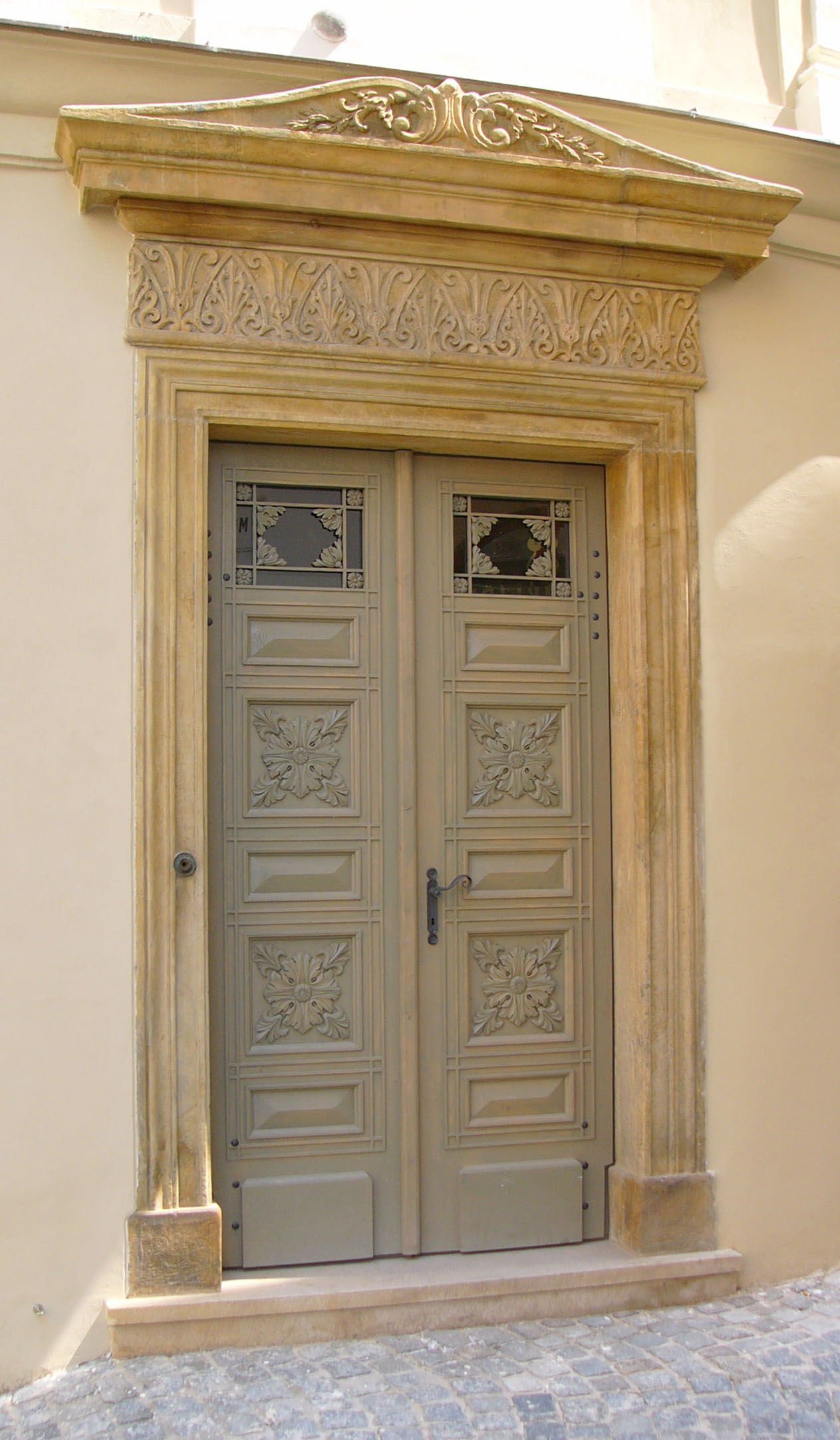
Klasicistní portál

Rozkvět: K jeho největšímu rozkvětu došlo v době absolutistických monarchií v Evropě.
Klasicistní stavby (banky, úřady, nemocnice a divadla) byly jednoduše zdobeny, mají trojúhelníkové štíty a rovné čisté linie. K nim patří symetrické francouzské parky a zahrady s důmyslným systémem alejí a cestiček, altánů, vodotrysků, keřů a stromů sestřihaných do geometrických tvarů.
Sochařství: V sochařství se projevovala snaha o věrné vyobrazení různých charakterových rysů člověka (postavy hrdinů, lotrů i podvodníků).
V době Napoleona Bonaparte byl klasicismus nazýván empírem, v němž už nebyly tolik zdůrazňovány vlastnosti a touhy, ale naopak rozum člověka pevně svázaného se společností řadou velmi přísných a striktních pravidel.
K nejvýznamnějším francouzským umělcům patřili Etienne Maurice Falconet a Jean Antoin Houdon. Z Italů Antonio Canova. Z českých umělců pak Josef Malínský a Václav Prachner.

## Romantismus
Romantismus vznikl jako reakce na monopol rozumu ve filozofii osvícenství, jako protiklad k strohému antikou inspirovaného klasicismu a jako odezva zidealizované „velké a slavné minulosti národa“. Termín romantismus byl odvozen od slova román. Byly v něm zdůrazňovány takové prvky hodnotového systému, jako je citovost, vzrušení a hrdinství. 
K rozšíření romantických idejí došlo v období napoleonských válek. Velký vliv měla zvyšující se emancipace měšťanstva a růst jeho finanční síly vlivem liberalizace výroby a podnikání a schopnosti konkurovat šlechtě. Došlo k nebývalé poptávce po spotřebním zboží, nábytku, sklu, porcelánu, keramice. A v souvislosti s tím i k nebývalému rozmachu uměleckých řemesel a k rozvoji technologií. Nedílnou součástí měšťanského života se stala záliba v četbě, recitaci, zpěvu a hudbě.

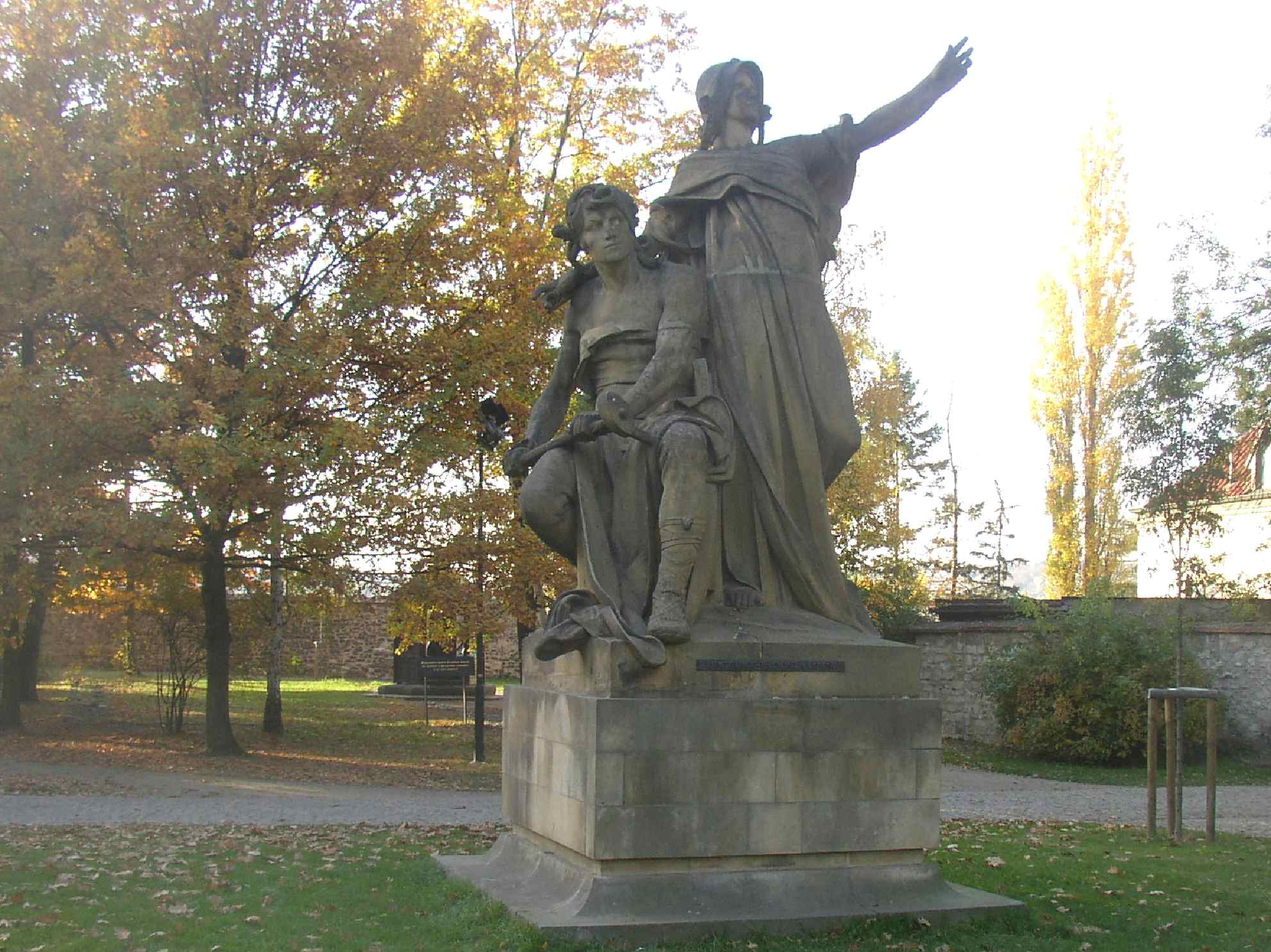
Myslbek - Přemysl a Libuše

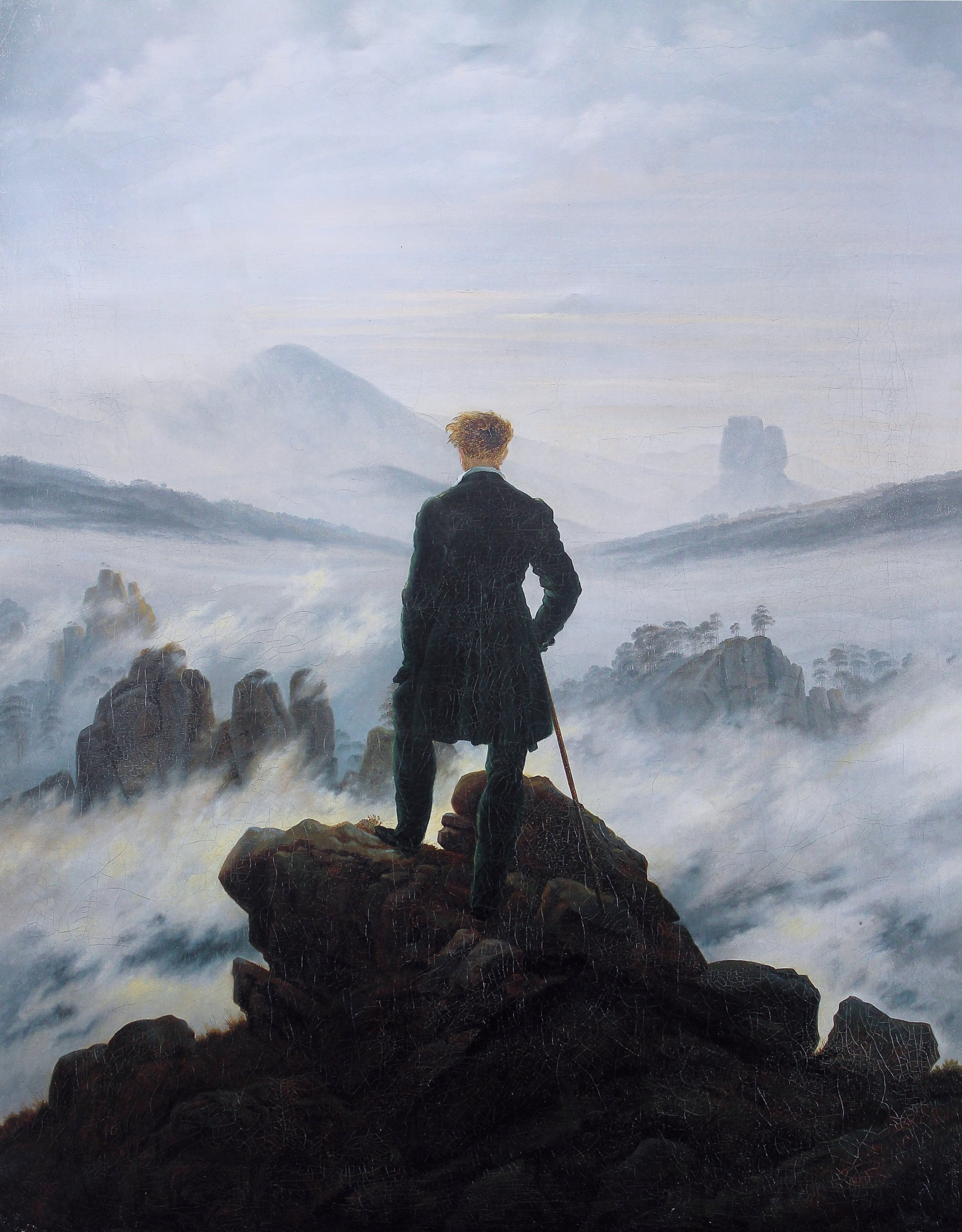
Friedrich - romantický obraz

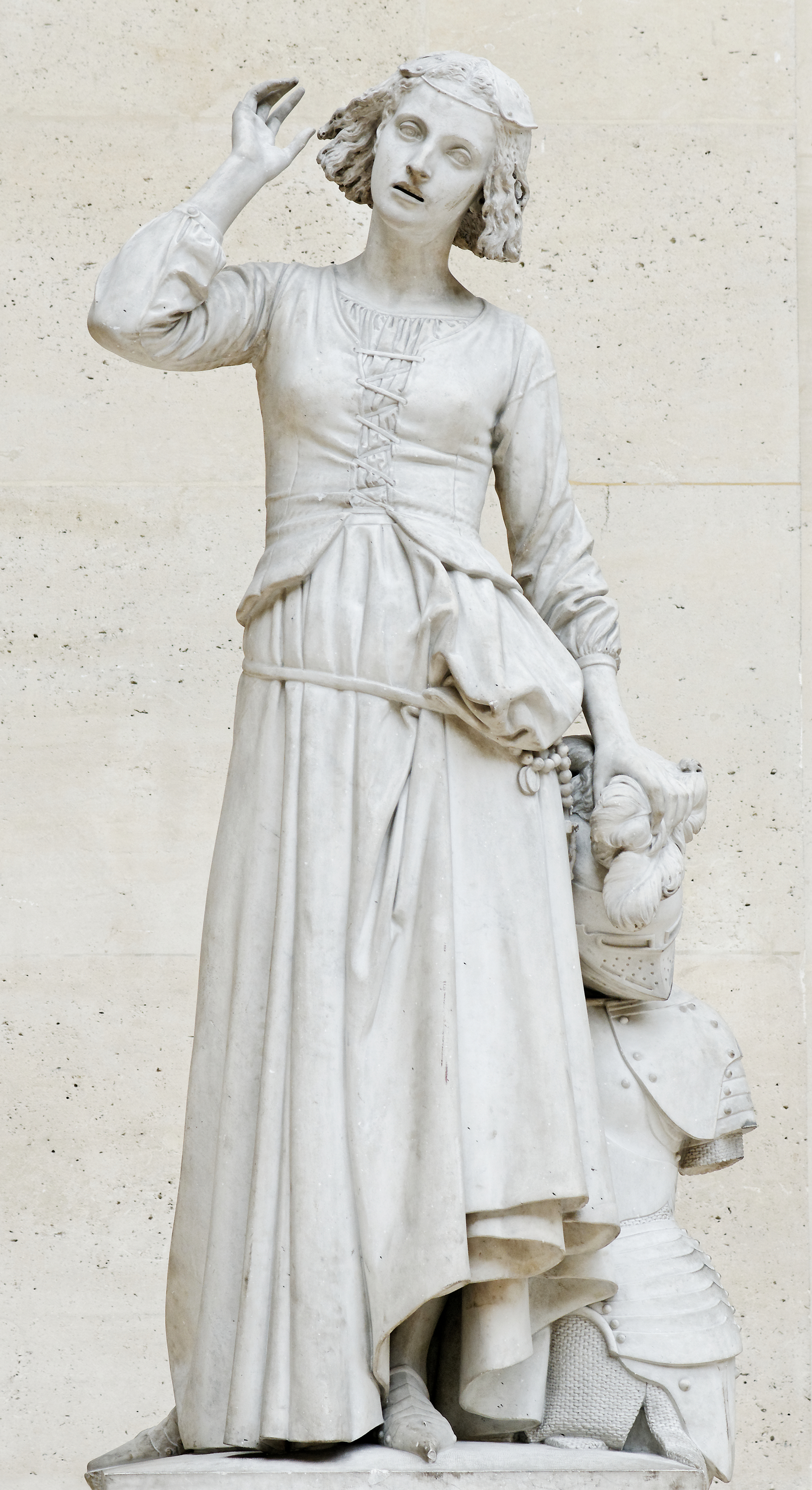
Jana z Arku
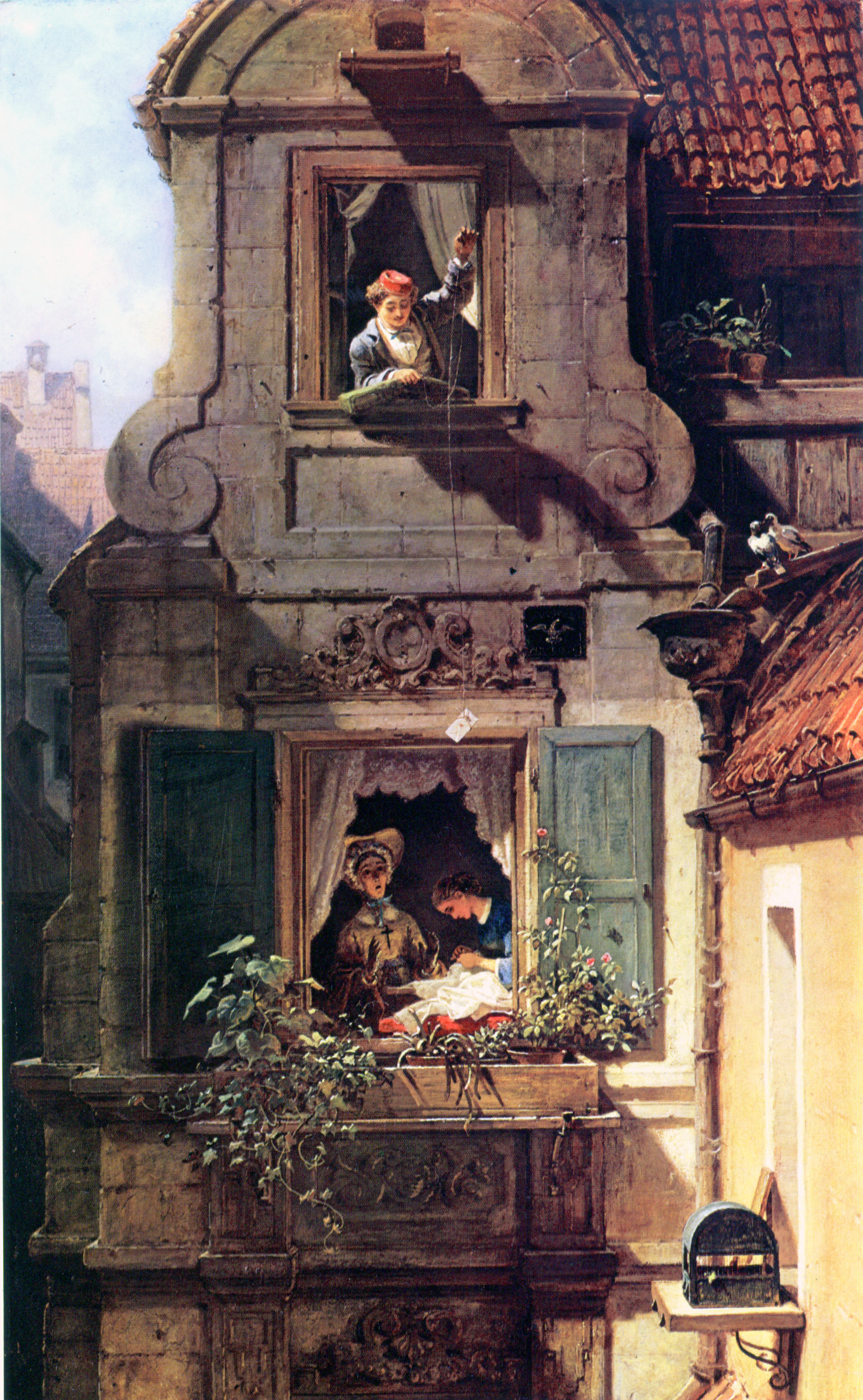
Spitzweg - Biedermeierová pohoda
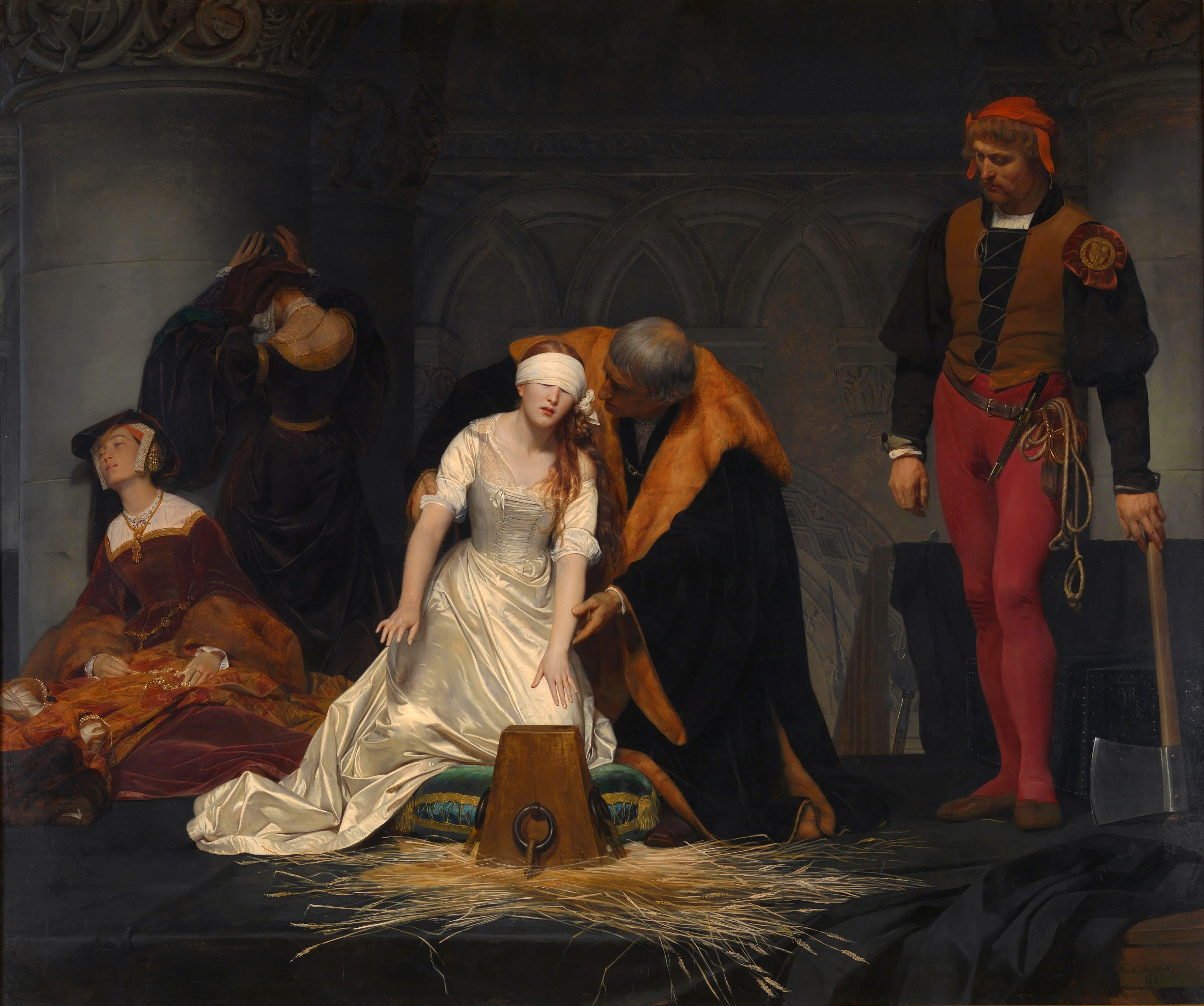
Delaroche - Poprava Lady Grey
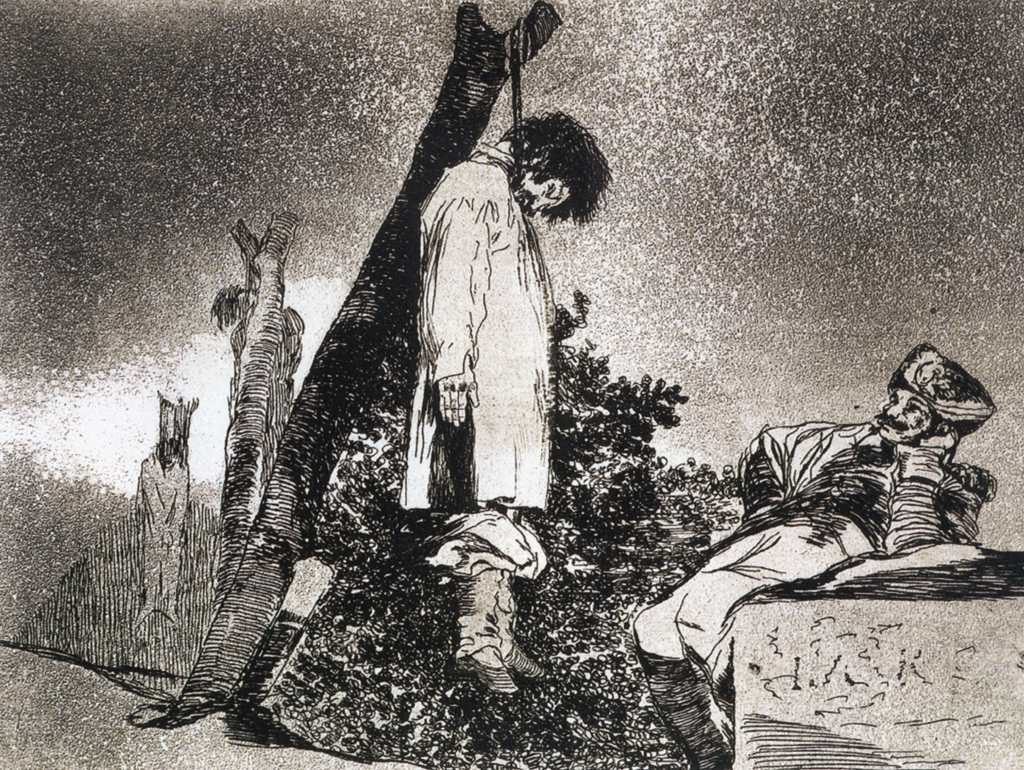
Goya - Hrůzy války

Vliv na umění: V umělecké oblasti došlo k jeho uplatnění ve všech disciplínách. Oblíbeným motivem bylo osamocení, nebezpečí, tajemství, noc a stesk. V literatuře to byla  melancholie, splín a smutek. Malíři zobrazovali ponuré krajiny a ruiny. Osamocení hrdinové byli zmítáni vášněmi. Hudba využívala lidových motivů i snových obrazů. Mezi  romantickými sochaři vynikli zejména Francouzi Francois Rude a Antoine Barye. V Čechách mělo romantické sochařství jen krátké trvání.